# قائمة الأوراق النقدية التذكارية في الدول الأوروبية
هذه قائمة بالأوراق النقدية التذكارية الصادرة من الدول الأوروبية أو الدول التي يمكن أن تعرف بأنها أوروبية جغرافيا، وكذلك الأقاليم والمناطق ذات الحكم الذاتي أو ذات الاستقلال غير المعترف به:

## أبخازيا
- طالع: قائمة الأوراق النقدية التذكارية في الدول الآسيوية#أبخازيا

## أذربيجان
- طالع: قائمة الأوراق النقدية التذكارية في الدول الآسيوية#أذربيجان

## أرتساخ
- طالع: قائمة الأوراق النقدية التذكارية في الدول الآسيوية#أرتساخ

## أرمينيا
- طالع: قائمة الأوراق النقدية التذكارية في الدول الآسيوية#أرمينيا

## إسبانيا
أصدرت الورقة النقدية التذكارية التالية من دولة إسبانيا:
| # | تاريخ الإصدار  | مناسبة الإصدار                                                                | الوصف | الصورة | القيمة      | المصادر |
| - | -------------- | ----------------------------------------------------------------------------- | --- | ------ | ----------- | ------- |
| 1 | 17 سبمتبر 1971 | الذكرى المئوية لحصر إصدار الأوراق النقدية في أسبانيا ببنك إسبانيا (1874-1974) | ورقة نقدية تظهر في وجهها صورة خوسيه إتشيغاراي أما في ظهرها فتظهر صورة بمبنى بنك إسبانيا في مدريد، والذي أسس في 2 يونيو 1782، وكان يصدر الأوراق النقدية إلى جانب مصارف أخرى قبل سنة 1874، لكنه صار المصرف الوحيد الذي يصدر العملات النقدية في إسبانيا منذ عام 1874 حتى عام 1998. |        | 1000 بيزيتا | [ 1 ]   |

العملة المتداولة حاليا في إسبانيا هي اليورو.

## إستونيا
أصدرت الورقة النقدية التذكارية التالية من إستونيا:
| # | تاريخ الإصدار | مناسبة الإصدار                                    | الوصف | صورة الوجه | صورة العكس | القيمة    | المصادر |
| - | ------------- | ------------------------------------------------- | --- | ---------- | ---------- | --------- | ------- |
| 1 | 2008          | الذكرى التسعون لإعلان استقلال إستونيا (1918-2008) | ورقة نقدية يظهر في وجهها امرأة تحمل منجلا وحصادا، أما في ظهرها فتظهر صورة شعار إستونيا وصورة شجرة سنديان لامي لاوري، وهذا الإصدار يشبه تقريبا إصدار 1928 وإصدار 1937. |            |            | 10 كرونات | [ 4 ]   |

ولم تعد عملة الكرون الإستوني متداولة بعد اعتماد اليورو.

## ألبانيا
لم تصدر أي ورقة نقدية تذكارية من ألبانيا.

## ألمانيا
لم تصدر أي ورقة نقدية تذكارية من ألمانيا من عملة المارك، باستثناء ورقة نقدية تذكارية من ألمانيا الشرقية:
| # | تاريخ الإصدار | مناسبة الإصدار                 | الوصف | صورة الوجه | صورة العكس | القيمة  | المصادر |
| - | ------------- | ------------------------------ | --- | ---------- | ---------- | ------- | ------- |
| 1 | 1989          | مناسبة افتتاح بوابة براندنبورغ | ورقة نقدي يظهر في وجهها صورة بوابة براندنبورغ، أما في ظهرها فتظهر صورة التمثال الظاهر في أعلى البوابة المكون من أربعة من الخيول تجر عربة مع عبارة شعار ألمانيا الشرقية. وقد كانت ورقة غير مخصصة للتداول والمعاملات اليومية. |            |            | 20 مارك | [ 5 ]   |

العملة المتداولة حاليا في ألمانيا هي اليورو.

## أندورا
لم تصدر أي ورقة نقدية تذكارية من أندورا. هذه الدولة تداولت عملتي الفرنك الفرنسي والبيزيتا الإسبانية وحاليا اليورو.

## أوكرانيا
أصدرت الأوراق النقدية التذكارية التالية من دولة أوكرانيا:
| #  | تاريخ الإصدار | مناسبة الإصدار                                                            | الوصف | صورة الوجه | صورة العكس | القيمة      | المصادر |
| -- | ------------- | ------------------------------------------------------------------------- | --- | ---------- | ---------- | ----------- | ------- |
| 1  | 2011          | الذكرى العشرون لتأسيس البنك الوطني الأوكراني (1991-2011)                  | ورقة نقدية تظهر في وجهها صورة ميخايلو هروشيفسكي مع توشيح بمناسبة الإصدار، أما في ظهر الورقة النقدية فتظهر صورة الرادا المركزية في كييف، وتصميم الورقة النقدية يشبه تصميم الأوراق النقدية غير التذكارية من ذات الفئة لكن بدون التوشيح. |            |            | 50 هريفنا   | [ 6 ]   |
| 2  | 2016          | الذكرى المائة والستون لميلاد إيفان فرانكو (1856-2016)                     | ورقة نقدية تظهر في وجهها صورة إيفان فرانكو مع توشيح بمناسبة الإصدار، أما في ظهر الورقة النقدية فتظهر صورة مسرح الأوبرا والباليه في لفيف، وتصميم الورقة النقدية يشبه تصميم الأوراق النقدية غير التذكارية من ذات الفئة لكن بدون التوشيح. |            |            | هريفنا      | [ 7 ]   |
| 3  | 2021          | الذكرى الثلاثون لاستقلال أوكرانيا (1991-2021)                             | ورقة نقدية تظهر في وجهها صورة إيفان فرانكو مع توشيح بمناسبة الإصدار، أما في ظهر الورقة النقدية فتظهر صورة مسرح الأوبرا والباليه في لفيف، وتصميم الورقة النقدية يشبه تصميم الأوراق النقدية غير التذكارية من ذات الفئة لكن بدون التوشيح. |            |            | 20 هريفنا   | [ 8 ]   |
| 4  | 2021          | الذكرى الثلاثون لاستقلال أوكرانيا (1991-2021)                             | ورقة نقدية تظهر في وجهها صورة ميخايلو هروشيفسكي مع توشيح بمناسبة الإصدار، أما في ظهر الورقة النقدية فتظهر صورة الرادا المركزية في كييف، وتصميم الورقة النقدية يشبه تصميم الأوراق النقدية غير التذكارية من ذات الفئة لكن بدون التوشيح. |            |            | 50 هريفنا   | [ 9 ]   |
| 5  | 2021          | الذكرى الثلاثون لاستقلال أوكرانيا (1991-2021)                             | ورقة نقدية تظهر في وجهها صورة تاراس شيفتشينكو مع توشيح بمناسبة الإصدار، أما في ظهر الورقة النقدية فتظهر صورة مبنى جامعة تاراس شفتشينكو الوطنية في كييف، وتصميم الورقة النقدية يشبه تصميم الأوراق النقدية غير التذكارية من ذات الفئة لكن بدون التوشيح. |            |            | 100 هريفنا  | [ 10 ]  |
| 6  | 2021          | الذكرى الثلاثون لاستقلال أوكرانيا (1991-2021)                             | ورقة نقدية تظهر في وجهها صورة ليسيا أوكرينكا (لاريسا بيتريفنا كوساش) مع توشيح بمناسبة الإصدار، أما في ظهر الورقة النقدية فتظهر صورة قلعة لوبارت في لوتسك، وتصميم الورقة النقدية يشبه تصميم الأوراق النقدية غير التذكارية من ذات الفئة لكن بدون التوشيح. |            |            | 200 هريفنا  | [ 11 ]  |
| 7  | 2021          | الذكرى الثلاثون لاستقلال أوكرانيا (1991-2021)                             | ورقة نقدية تظهر في وجهها صورة هريهوري سكوفورودا (غريغوري سافيتش سكوفورودا) مع توشيح بمناسبة الإصدار، أما في ظهر الورقة النقدية فتظهر صورة الجامعة الوطنية (أكاديمية كييف موهيلا) في كييف، وتصميم الورقة النقدية يشبه تصميم الأوراق النقدية غير التذكارية من ذات الفئة لكن بدون التوشيح. |            |            | 500 هريفنا  | [ 12 ]  |
| 8  | 2021          | الذكرى الثلاثون لاستقلال أوكرانيا (1991-2021)                             | ورقة نقدية تظهر في وجهها صورة فلاديمير فرنادسكي مع توشيح بمناسبة الإصدار، أما في ظهر الورقة النقدية فتظهر صورة الأكاديمية الوطنية للعلوم في كييف، وتصميم الورقة النقدية يشبه تصميم الأوراق النقدية غير التذكارية من ذات الفئة لكن بدون التوشيح. |            |            | 1000 هريفنا | [ 13 ]  |
| 9  | 2021          | الذكرى الثلاثمائة لميلاد هريهوري سكوفورودا (1722-2022)                    | ورقة نقدية تظهر في وجهها صورة هريهوري سكوفورودا (غريغوري سافيتش سكوفورودا) مع توشيح بمناسبة الإصدار، أما في ظهر الورقة النقدية فتظهر صورة الجامعة الوطنية (أكاديمية كييف موهيلا) في كييف، وتصميم الورقة النقدية يشبه تصميم الأوراق النقدية غير التذكارية من ذات الفئة لكن بدون التوشيح. |            |            | 500 هريفنا  | [ 14 ]  |
| 10 | 2023          | الذكرى الأولى للحرب الروسية الأوكرانية (24 فبراير 2022 - 24 فبراير 2023)  | ورقة نقدية ذات تصميم طولي تظهر في وجهها صورة التقطها أليكساندر سميرنوف لثلاثة جنود أوكرانيين يقفون على سهوب من الخشخاش ويرفعون العلم الأوكراني مع صور أعلام حلفاء أوكرانيا (المملكة المتحدة، والاتحاد الأوروبي، والولايات المتحدة الأمريكية، وكندا) وكذلك خريطة شرق أوكرانيا وشبه جزيرة القرم وشعار أوكرانيا المحاط بإكليل الغار وشعارات باللغة الأوكرانية (مثلا "وعلى الأرض المتجددة لن يكون هناك عدو" و"المجد لأوكرانيا، المجد للأبطال")، أما في ظهر الورقة النقدية فتظهر صورة يدين مقيدتين وإكليل من الأشواك ورسم لمنازل مدمرة وسهوب من الخشخاش وعبارة باللغة الأوكرانية معناها ("تذكر! دعونا لا نسامح! أبدًا!"). |            |            | 20 هريفنا   | [ 15 ]  |
| 11 | 2024          | الذكرى الثانية للحرب الروسية الأوكرانية (24 فبراير 2022 - 24 فبراير 2024) | ورقة نقدية ذات تصميم طولي تظهر في وجهها صورة فتاة ترتدي خوذة عسكرية تنظر غربا وخريطة أوروبا مميزة فيها خريطة أوكرانيا وتتشعب منها خطوط ترمز إلى القلب الذي تقترب منه الأوردة، أما في ظهرها فتظهر صورة شعار أوكرانيا وصور لأياد متشابكة |            |            | 50 هريفنا   | [ 16 ]  |

## جمهورية أيرلندا
لم تصدر أي ورقة نقدية تذكارية من جمهورية أيرلندا من عملة الجنيه. العملة المتداولة حاليا هي اليورو.

## إيسلندا
لم تصدر أية أوراق نقدية تذكارية من آيسلندا.

## إيطاليا
لم تصدر أي ورقة نقدية تذكارية من إيطاليا من عملة الليرة. العملة المتداولة حاليا هي اليورو.

## البرتغال
لم تصدر أي ورقة نقدية تذكارية من البرتغال من عملة الإسكودو. العملة المتداولة حاليا هي اليورو.

## بلجيكا
لم تصدر أي ورقة نقدية تذكارية من بلجيكا من عملة الفرنك. العملة المتداولة حاليا هي اليورو.

## بلغاريا
أصدرت الورقة النقدية التذكارية التالية من دولة بلغاريا:
| # | تاريخ الإصدار | مناسبة الإصدار                                                 | الوصف | صورة الوجه | صورة العكس | القيمة | المصادر |
| - | ------------- | -------------------------------------------------------------- | --- | ---------- | ---------- | ------ | ------- |
| 1 | 2005          | الذكرى المائة والعشرون لاعتماد عملة الليف البلغاري (1885-2005) | ورقة نقدية مع جزء مضاف بلاستيكي، يظهر في وجهها صورة ممر سقفه مقوس وتمثال، أما في ظهر الورقة النقدية فتظهر صورة المبنى القديم للبنك البلغاري الوطني وصورتين طبق الأصل لوجه وظهر أول عملة ليف بلغاري أصدرت سنة 1885. |            |            | 20 ليف | [ 17 ]  |

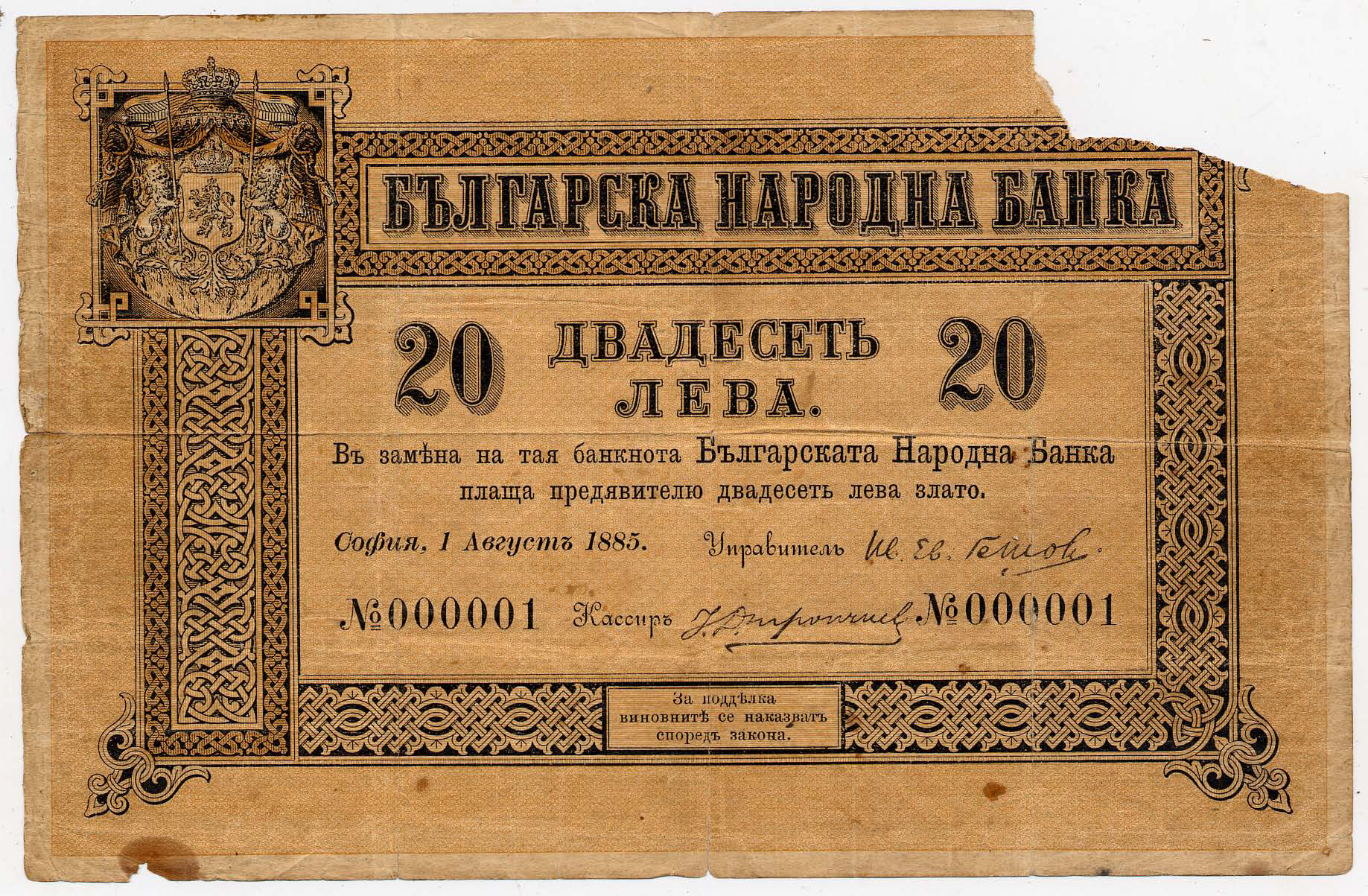
وجه الورقة النقدية التي أصدرت أول مرة في 1 أغسطس 1885
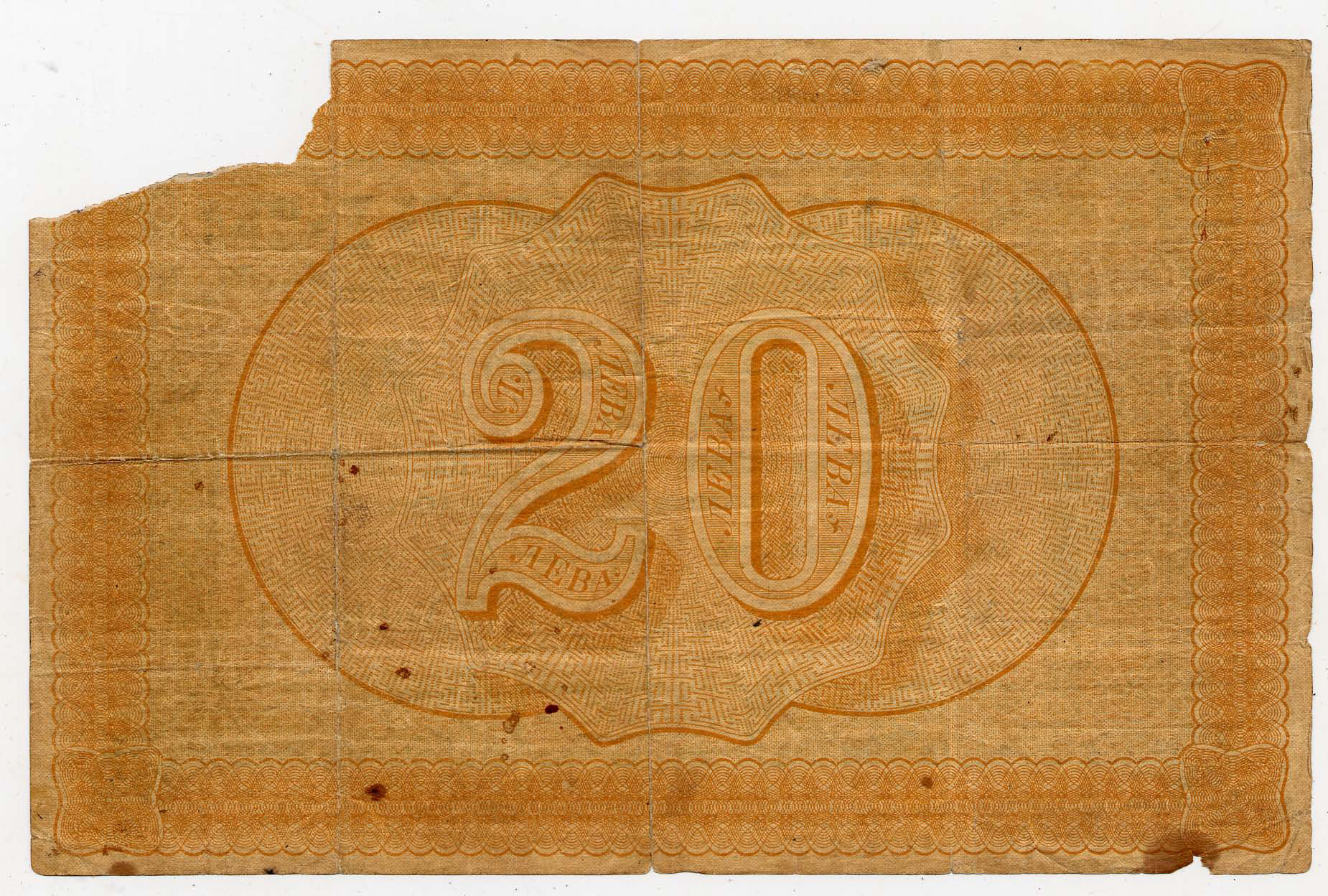
ظهر الورقة النقدية التي أصدرت أول مرة في 1 أغسطس 1885

## البوسنة والهرسك
لم تصدر أي ورقة نقدية تذكارية من البوسنة والهرسك.

## بولندا
أصدرت الأوراق النقدية التذكارية التالية من دولة بولندا:
| #  | تاريخ الإصدار  | مناسبة الإصدار                                                                        | الوصف | صورة الوجه | صورة العكس | القيمة   | المصادر |
| -- | -------------- | ------------------------------------------------------------------------------------- | --- | ---------- | ---------- | -------- | ------- |
| 1  | 16 أكتوبر 2006 | ذكرى بابا الفاتيكان يوحنا بولس الثاني (18 مايو 1920 - 2 أبريل 2005) ذو الأصل البولندي | ورقة نقدية تظهر في وجهها صورة بابا الفاتيكان يوحنا بولس الثاني، أما في ظهرها فتظهر صورة البابا يوحنا بولس الثاني مع الكاردينال ستيفان فيشينسكي. |            |            | 50 زواتي | [ 18 ]  |
| 2  | 4 يونيو 2008   | الذكرى التسعون لاستعادة بولندا استقلالها                                              | ورقة نقدية تظهر في وجهها صورة يوزف بيوسودسكي مع صورة قصر بلفيدر (وارسو)، أما في ظهرها فتظهر صورة شعار بولندا مع صورة النصب التذكاري للعمل البطولي الذي خاضته الفيالق البولندية في كالسي (مسيرة قوات بيلسودسكي التي استمرت ستة أيام من كراكوف إلى كالسي). يخلد النصب التذكاري دخول شركة الكادر الأولى إلى كالسي في 12 أغسطس 1914 ومعارك الفيلق البولندي بين عامي 1914 و1918. |            |            | 10 زواتي | [ 20 ]  |
| 3  | 8 يناير 2009   | الذكرى المائتان لميلاد الشاعر يوليوس سوفاتسكي (1809-2009)                             | ورقة نقدية تظهر في وجهها صورة الشاعر يوليوس سوفاتسكي مع صورة مكان ولادته في كرمنتس في أوكرانيا والذي صار متحفا (متحف كرمنتس الأدبي والنصب التذكاري ليوليوس سوفاتسكي)، أما في ظهر الورقة النقدية فتظهر صورة عمود سييسموند الذي يجسد الملك سييسموند فاسا في ساحة القصر في وارسو مع صورة لنص شعري مكتوب بخط الشاعر يوليوس سوفاتسكي. |            |            | 20 زواتي | [ 21 ]  |
| 4  | 19 مارس 2009   | الذكرى المائتان لميلاد الموسيقي فريدريك شوبان (1810)                                  | تظهر في وجه الورقة النقدية صورة الموسيقي فريدريك شوبان وتوقيعه مع صورة محل ولادته في زيلازوفا فولا مع صورة تظهر جزءا من مفاتيح بيانو كبير وصورة مقطع نوتة موسيقية لفريدريك شوبان، أما في ظهر الورقة النقدية فتظهر صورة جزء من بيانو كبير وأشجار صفصاف ومقطع نوتة موسيقية. |            |            | 20 زواتي | [ 22 ]  |
| 5  | 20 أبريل 2011  | الذكرى المائة لحصول ماري كوري على جائزة نوبل في الكيمياء (1911-2011)                  | ورقة نقدية تظهر في وجهها صورة ماري كوري مع صورة مبنى جامعة السوربون في باريس وعلامة مذهبة يتوسطها رمز عنصر الراديوم "Ra"، أما في ظهر الورقة النقدية فتظهر صورة ميدالية جائزة نوبل في الكيمياء مع صورة مبنى معهد ماريا سكوودوفسكا كوري الوطني لأبحاث الأورام مع عبارة لماري كوري باللغة البولندية تقول "لقد اكتشفت الراديوم، ولكنني لم أصنعه؛ المجد ليس لي، بل هو ملك للبشرية جمعاء." وتحت العبارة توقيع ماري كوري. |            |            | 20 زواتي | [ 23 ]  |
| 6  | 16 يناير 2014  | الذكرى المائة لتأسيس الفيلق البولندي في الحرب العالمية الأولى في أغسطس 1914           | ورقة نقدية من نوع لوليمر تظهر في وجهها صورة يوزف بيوسودسكي مع شعار بولندا، أما في ظهر الورقة النقدية فتظهر صورة "النسر الأبيض" وهو شعار الفيلق البولندي وصورة صليب كبير مع نجمة وشعار اللواء الأول للفيلق البولندي. |            |            | 20 زواتي | [ 24 ]  |
| 7  | 28 يناير 2015  | الذكرى الستمائة لميلاد يان دوغوش (1415-2015)                                          | ورقة نقدية تظهر في وجهها صورة يان دوغوش وشعار بولندا، أما في ظهرها فتظهر صورة كاتدرائية فافل في كراكوف مع صورة شعار. |            |            | 20 زواتي | [ 25 ]  |
| 8  | 23 نوفمبر 2015 | الذكرى الألف والخمسون لمعمودية بولندا                                                 | ورقة نقدية تظهر في وجهها صورة دوبرافكا من بوهيميا والدوق ميشكو الأول، أما في ظهر الورقة النقدية فتظهر صورة كاتدرائية جنازنة وصورة كأس تشمنشو الملكي. |            |            | 20 زواتي | [ 26 ]  |
| 9  | 10 مايو 2017   | الذكرى الثلاثمائة لتتويج صورة السيدة العذراء في تشيستوخوفا                            | ورقة نقدية تظهر صورة تاجين وشعار بولندا في وجهها، أما في ظهرها فتظهر تظخيط يمثل مدينة تشيستوخوفا. |            |            | 20 زواتي | [ 27 ]  |
| 10 | 13 فبراير 2018 | الذكرى المائة لاستعادة بولندا استقلالها (1918-2018)                                   | ورقة نقدية تظهر في وجهها صورة يوزف بيوسودسكي وشعار بولندا، أما في ظهرها فتظهر صورتي علم وشعار بولندا. |            |            | 20 زواتي | [ 28 ]  |
| 11 | 25 يناير 2019  | الذكرى المائة لتأسيس أعمال الطباعة الأمنية البولندية (1919-2019)                      | ورقة نقدية تظهر في وجهها صورة إغناتسه يان بادروفسكي مع شعار بولندا وميدالية، أما في ظهرها فتظهر صورة مبنى أعمال الطباعة الأمنية البولندية في وارسو. |            |            | 19 زواتي | [ 29 ]  |
| 12 | 29 يناير 2020  | الذكرى المائة لمعركة وارسو (1920-2020)                                                | ورقة نقدية ذات تصميم طولي تظهر في وجهها صورة يوزف بيوسودسكي يسحب سيفه من غمده وصليب وشعار بولندا ورقم "1920"، أما في ظهرها فتظهر مشهد من معركة وارسو تعلوها ميدالية وعلم بولندا. |            |            | 20 زواتي | [ 30 ]  |
| 13 | 10 أبريل 2021  | ذكرى ليخ كاتشينسكي                                                                    | ورقة نقدية تظهر في وجهها صورة ليخ كاتشينسكي خلفه شعار بولندا وصورة القصر الرئاسي في وارسو (قصر كونيكبولسكي سابقًا) وأمامه تمثال للأمير يوزف أنتوني بونياتوفسكي يمتطي حصانا مع عبارة "Warto być Polakiem" والتي تعني "يستحق أن تكون بولنديًا"؛ أما في ظهر الورقة النقدية فتظهر صورة عمال مضربين عن العمل في حوض غدانسك لبناء السفن (سابقا حوض لينين لبناء السفن) ورمز حركة تضامن في بولندا وثلاثة أيد ترفع علامة النصر، وفي الأسفل صورة زر عليه شعار بولندا (وهو جزء من زي ضابط بولندي عُثر عليه في كاتين بعد مجزرة)؛ وصورة جزء من مقبرة الحرب البولندية في كاتين مع أشجار وحجارة وصورة متحف انتفاضة وارسو وصورة ناقوس. |            |            | 20 زواتي | [ 31 ]  |
| 14 | 18 يناير 2022  | مناسبة الدفاع عن الحدود الشرقية البولندية                                             | ورقة نقدية تظهر في وجهها صورة جنديين من حرس الحدود أحدهما يستعمل منظارا وصورة شعار بولندا وطائرة مقاتلة يمكن ملاحظتها من جانبي الورقة النقدية وخريطة الحدود الشرقية لبولندا، أما في ظهر الورقة النقدية فتظهر صورة طائرة بلاك هوك وشعار بولندا وتخطيط للحدود الشرقية لبولندا. |            |            | 20 زواتي | [ 32 ]  |
| 15 | 2023           | الذكرى الخمسمائة والخمسون لميلاد نيكولاس كوبرنيكوس (1473-2023)                        | ورقة نقدية من نوع بوليمر تظهر في وجهها صورة نيكولاس كوبرنيكوس مع تخطيط يوضح مركزية الشمس وشكلين آخرين يمكن ملاحظتهما من جانبي الورقة النقدية، أما في ظهر الورقة النقدية فتظهر صورة عملة نقدية تحمل صورة زغمونت الأول مع ثلاث قطع نقدية صغيرة. |            |            | 20 زواتي | [ 33 ]  |
| 16 | 10 يناير 2024  | الذكرى الثمانون لانتفاضة وارسو (1944-2024)                                            | ورقة نقدية تظهر في وجههت صورة متمردين في انتفاضة وارسو يقفان عند أحد الحواجز ويراقبان النيران في مباني شركة الهاتف البولندية وصورة مجموعة من أسرى الحرب الألمان وعلم بولندا، أما في ظهر الورقة النقدية فتظهر صورة جنديين في أنقاض كنيسة الصليب المقدس في وارسو، وهذه الصورة التقطها المصور البولندي سيلفستر براون بتاريخ 24 أغسطس 1944، وهي محفوظة في متحف وارسو، كذلك تظهر في ظهر الورقة النقدية رسم للاحتفال بالقداس الميداني في ساحة شارع بوزنانسكا رقم 12 عند بوابة الدخول إلى كنيسة الصليب المقدس. |            |            | 20 زواتي | [ 34 ]  |

## ترانسنيستريا
ترانسنيستريا هي دولة انفصالية غير معترف بها، رسميا جزء من مولدوفا، أصدرت الأوراق النقدية التذكارية التالية:
| #  | تاريخ الإصدار | مناسبة الإصدار | الوصف | صورة الوجه | صورة العكس | القيمة    | المصادر |
| -- | ------------- | --- | --- | ---------- | ---------- | --------- | ------- |
| 1  | 2009          | الذكرى الخامسة عشر لإصدار الروبل الترانسنيستري (1994-2009)                                                                          | ورقة نقدية تظهر في وجهها صورة القائد العسكري ألكسندر سوفوروف مع توشيح بثلاثة حروف من اللغة الروسية هي أوائل كلمات "مصرف ترانسنيستريا الجمهوري" أما في ظهرها فتظهر صورة مبنى مصرف ترانسنيستريا الجمهوري في تيراسبول، علما أن وجه الورقة النقدية فقط ومن دون التوشيح يشبه تصميم الأوراق النقدية غير التذكارية المتداولة من ذات الفئة النقدية.                            |            |            | 10 روبلات | [ 35 ]  |
| 2  | 2014          | الذكرى العشرون على إصدار الروبل الترانسنيستري (1994-2014)                                                                           | ورقة نقدية تظهر في وجهها صورة القائد العسكري ألكسندر سوفوروف مع توشيح بمناسبة الإصدار أما في ظهرها فتظهر صورة مجمع ساحة شربنسكي التذكاري في شربني، علما أن تصميم الورقة النقدية يشبه تصميم الأوراق النقدية غير التذكارية المتداولة من ذات الفئة النقدية لكن من دون التوشيح.                                                                                            |            |            | روبل واحد | [ 36 ]  |
| 3  | 2014          | الذكرى العشرون على إصدار الروبل الترانسنيستري (1994-2014)                                                                           | ورقة نقدية تظهر في وجهها صورة القائد العسكري ألكسندر سوفوروف مع توشيح بمناسبة الإصدار أما في ظهرها فتظهر صورة مبنى شركة كفينت للتقطير في تيراسبول، علما أن تصميم الورقة النقدية يشبه تصميم الأوراق النقدية غير التذكارية المتداولة من ذات الفئة النقدية لكن من دون التوشيح.                                                                                            |            |            | 5 روبلات  | [ 37 ]  |
| 4  | 2014          | الذكرى العشرون على إصدار الروبل الترانسنيستري (1994-2014)                                                                           | ورقة نقدية تظهر في وجهها صورة القائد العسكري ألكسندر سوفوروف مع توشيح بمناسبة الإصدار أما في ظهرها فتظهر صورة دير نول نيامتس في كيتسكاني، علما أن تصميم الورقة النقدية يشبه تصميم الأوراق النقدية غير التذكارية المتداولة من ذات الفئة النقدية لكن من دون التوشيح. |            |            | 10 روبلات | [ 38 ]  |
| 5  | 2014          | الذكرى العشرون على إصدار الروبل الترانسنيستري (1994-2014)                                                                           | ورقة نقدية تظهر في وجهها صورة القائد العسكري ألكسندر سوفوروف مع توشيح بمناسبة الإصدار أما في ظهرها فتظهر صورة النصب التذكاري للمجد الروسي وقلعة بيندر في بيندر، علما أن تصميم الورقة النقدية يشبه تصميم الأوراق النقدية غير التذكارية المتداولة من ذات الفئة النقدية لكن مع شريط أمان إضافي ومن دون التوشيح.                                                           |            |            | 25 روبل   | [ 39 ]  |
| 6  | 2015          | الذكرى السبعون للانتصار بالحرب العالمية الثانية (1945-2015)                                                                         | ورقة نقدية تظهر في وجهها صورة القائد العسكري ألكسندر سوفوروف مع توشيح بمناسبة الإصدار أما في ظهرها فتظهر صورة مجمع ساحة شربنسكي التذكاري في شربني، علما أن تصميم الورقة النقدية يشبه تصميم الأوراق النقدية غير التذكارية المتداولة من ذات الفئة النقدية لكن من دون التوشيح.                                                                                            |            |            | روبل واحد | [ 40 ]  |
| 7  | 2015          | الذكرى السبعون للانتصار بالحرب العالمية الثانية (1945-2015)                                                                         | ورقة نقدية تظهر في وجهها صورة القائد العسكري ألكسندر سوفوروف مع توشيح بمناسبة الإصدار أما في ظهرها فتظهر صورة دير نول نيامتس في كيتسكاني، علما أن تصميم الورقة النقدية يشبه تصميم الأوراق النقدية غير التذكارية المتداولة من ذات الفئة النقدية لكن من دون التوشيح. |            |            | 10 روبلات | [ 41 ]  |
| 8  | 2015          | الذكرى الخامسة والعشرون لإعلان استقلال ترانسنيستريا (1990-2015)                                                                     | ورقة نقدية تظهر في وجهها صورة القائد العسكري ألكسندر سوفوروف مع توشيح بمناسبة الإصدار أما في ظهرها فتظهر صورة مجمع ساحة شربنسكي التذكاري في شربني، علما أن تصميم الورقة النقدية يشبه تصميم الأوراق النقدية غير التذكارية المتداولة من ذات الفئة النقدية لكن من دون التوشيح.                                                                                            |            |            | روبل واحد | [ 42 ]  |
| 9  | 2015          | الذكرى الخامسة والعشرون لإعلان استقلال ترانسنيستريا (1990-2015)                                                                     | ورقة نقدية تظهر في وجهها صورة القائد العسكري ألكسندر سوفوروف مع توشيح بمناسبة الإصدار أما في ظهرها فتظهر صورة مبنى شركة كفينت للتقطير في تيراسبول، علما أن تصميم الورقة النقدية يشبه تصميم الأوراق النقدية غير التذكارية المتداولة من ذات الفئة النقدية لكن من دون التوشيح.                                                                                            |            |            | 5 روبلات  | [ 43 ]  |
| 10 | 2015          | الذكرى الخامسة والعشرون لإعلان استقلال ترانسنيستريا (1990-2015)                                                                     | ورقة نقدية تظهر في وجهها صورة القائد العسكري ألكسندر سوفوروف مع توشيح بمناسبة الإصدار أما في ظهرها فتظهر صورة دير نول نيامتس في كيتسكاني، علما أن تصميم الورقة النقدية يشبه تصميم الأوراق النقدية غير التذكارية المتداولة من ذات الفئة النقدية لكن من دون التوشيح. |            |            | 10 روبلات | [ 44 ]  |
| 11 | 2015          | الذكرى الخامسة والعشرون لإعلان استقلال ترانسنيستريا (1990-2015)                                                                     | ورقة نقدية تظهر في وجهها صورة القائد العسكري ألكسندر سوفوروف مع توشيح بمناسبة الإصدار أما في ظهرها فتظهر صورة النصب التذكاري للمجد الروسي وقلعة بيندر في بيندر، علما أن تصميم الورقة النقدية يشبه تصميم الأوراق النقدية غير التذكارية المتداولة من ذات الفئة النقدية لكن مع شريط أمان إضافي ومن دون التوشيح.                                                           |            |            | 25 روبل   | [ 45 ]  |
| 12 | 2017          | الذكرى المائة لثورة أكتوبر البلشفية (1917-2017)                                                                                     | ورقة نقدية تظهر في وجهها صورة القائد العسكري ألكسندر سوفوروف مع توشيح بمناسبة الإصدار أما في ظهرها فتظهر صورة مجمع ساحة شربنسكي التذكاري في شربني، علما أن تصميم الورقة النقدية يشبه تصميم الأوراق النقدية غير التذكارية المتداولة من ذات الفئة النقدية لكن من دون التوشيح.                                                                                            |            |            | روبل واحد | [ 46 ]  |
| 13 | 2017          | الذكرى المائة لثورة أكتوبر البلشفية (1917-2017)                                                                                     | ورقة نقدية تظهر في وجهها صورة القائد العسكري ألكسندر سوفوروف مع توشيح بمناسبة الإصدار أما في ظهرها فتظهر صورة مبنى شركة كفينت للتقطير في تيراسبول، علما أن تصميم الورقة النقدية يشبه تصميم الأوراق النقدية غير التذكارية المتداولة من ذات الفئة النقدية لكن من دون التوشيح.                                                                                            |            |            | 5 روبلات  | [ 47 ]  |
| 14 | 2017          | الذكرى المائة لتأسيس الاستخبارات السوفيتية أو كي جي بي (1917-2017)                                                                  | ورقة نقدية تظهر في وجهها صورة القائد العسكري ألكسندر سوفوروف مع توشيح بشعار الاستخبارات السوفيتية أما في ظهرها فتظهر صورة مجمع ساحة شربنسكي التذكاري في شربني، علما أن تصميم الورقة النقدية يشبه تصميم الأوراق النقدية غير التذكارية المتداولة من ذات الفئة النقدية لكن من دون التوشيح.                                                                                |            |            | روبل واحد | [ 48 ]  |
| 15 | 2017          | الذكرى المائة لتأسيس ميليتسيا أو الشرطة السوفيتية (1917-2017)                                                                       | ورقة نقدية تظهر في وجهها صورة القائد العسكري ألكسندر سوفوروف مع توشيح بشعار ميليتسيا أما في ظهرها فتظهر صورة مجمع ساحة شربنسكي التذكاري في شربني، علما أن تصميم الورقة النقدية يشبه تصميم الأوراق النقدية غير التذكارية المتداولة من ذات الفئة النقدية لكن من دون التوشيح.                                                                                             |            |            | روبل واحد | [ 49 ]  |
| 16 | 2018          | الذكرى المائة لتأسيس قوات الحدود السوفيتية (1918-2018)                                                                              | ورقة نقدية تظهر في وجهها صورة القائد العسكري ألكسندر سوفوروف مع توشيح بشعار قوات الحدود السوفيتية أما في ظهرها فتظهر صورة مجمع ساحة شربنسكي التذكاري في شربني، علما أن تصميم الورقة النقدية يشبه تصميم الأوراق النقدية غير التذكارية المتداولة من ذات الفئة النقدية لكن من دون التوشيح.                                                                                |            |            | روبل واحد | [ 50 ]  |
| 17 | 2018          | الذكرى المائة لتأسيس القوات المسلحة السوفيتية (1918-2018) والذكرى السابعة والعشرون لتأسيس القوات المسلحة الترانسنيسترية (1991-2018) | ورقة نقدية تظهر في وجهها صورة القائد العسكري ألكسندر سوفوروف مع توشيح بشعار القوات المسلحة السوفيتية أما في ظهرها فتظهر صورة مجمع ساحة شربنسكي التذكاري في شربني، علما أن تصميم الورقة النقدية يشبه تصميم الأوراق النقدية غير التذكارية المتداولة من ذات الفئة النقدية لكن من دون التوشيح ومع اختلاف في درجات الألوان.                                                 |            |            | روبل واحد | [ 51 ]  |
| 18 | 2019          | الذكرى الثلاثون لانسحاب القوات المسلحة السوفيتية من أفغانستان (1989-2019)                                                           | ورقة نقدية تظهر في وجهها صورة القائد العسكري ألكسندر سوفوروف مع توشيح بشعار بالمناسبة أما في ظهرها فتظهر صورة مجمع ساحة شربنسكي التذكاري في شربني، علما أن تصميم الورقة النقدية يشبه تصميم الأوراق النقدية غير التذكارية المتداولة من ذات الفئة النقدية لكن من دون التوشيح ومع اختلاف في درجات الألوان.                                                                |            |            | روبل واحد | [ 52 ]  |
| 19 | 2019          | الاحتفال بيوم المدافع عن أرض الآباء (23 فبراير)                                                                                     | ورقة نقدية تظهر في وجهها صورة القائد العسكري ألكسندر سوفوروف مع توشيح بشعار يحتوي عبارة "23 فبراير" باللغة الروسية ومختلف عن الإصدار المذكورة أدناه، أما في ظهرها فتظهر صورة مجمع ساحة شربنسكي التذكاري في شربني، علما أن تصميم الورقة النقدية يشبه تصميم الأوراق النقدية غير التذكارية المتداولة من ذات الفئة النقدية لكن من دون التوشيح ومع اختلاف في درجات الألوان. |            |            | روبل واحد | [ 53 ]  |
| 20 | 2019          | الاحتفال بيوم المدافع عن أرض الآباء (23 فبراير)                                                                                     | ورقة نقدية تظهر في وجهها صورة القائد العسكري ألكسندر سوفوروف مع توشيح بشعار يحتوي عبارة "23 فبراير" باللغة الروسية ومختلف عن الإصدار المذكورة أدناه، أما في ظهرها فتظهر صورة مجمع ساحة شربنسكي التذكاري في شربني، علما أن تصميم الورقة النقدية يشبه تصميم الأوراق النقدية غير التذكارية المتداولة من ذات الفئة النقدية لكن من دون التوشيح ومع اختلاف في درجات الألوان. |            |            | روبل واحد | [ 54 ]  |
| 21 | 2019          | الذكرى الخامسة والسبعون لتحرير الضفة اليسرى لنهر دنيستر من الاحتلال النازي (1944-2019)                                              | ورقة نقدية تظهر في وجهها صورة القائد العسكري ألكسندر سوفوروف مع توشيح بشعار بالمناسبة أما في ظهرها فتظهر صورة مجمع ساحة شربنسكي التذكاري في شربني، علما أن تصميم الورقة النقدية يشبه تصميم الأوراق النقدية غير التذكارية المتداولة من ذات الفئة النقدية لكن من دون التوشيح ومع اختلاف في درجات الألوان.                                                                |            |            | روبل واحد | [ 55 ]  |
| 22 | 2019          | الذكرى الخامسة والسبعون لعملية ياش-كيشيناو ضد قوات المحور (من 20 إلى 29 أغسطس 1944)                                                 | ورقة نقدية تظهر في وجهها صورة القائد العسكري ألكسندر سوفوروف مع توشيح بشعار بالمناسبة أما في ظهرها فتظهر صورة مجمع ساحة شربنسكي التذكاري في شربني، علما أن تصميم الورقة النقدية يشبه تصميم الأوراق النقدية غير التذكارية المتداولة من ذات الفئة النقدية لكن من دون التوشيح ومع اختلاف في درجات الألوان.                                                                |            |            | روبل واحد | [ 56 ]  |
| 23 | 2024          | ورقة نقدية صادرة عن بنك ترانسنيستريا الذكرى الخامسة والعشرون لإصدار الروبل الترانسنيستري (1994-2019)                                | ورقة نقدية ذات تصميم طولي تظهر في وجهها صورة القائد العسكري ألكسندر سوفوروف مع عبارة بمناسبة الإصدار أما في ظهرها فتظهر صورة قلعة بيندر في بيندر وصورة جسر حفظ السلام على نهر دنيستر وصورة مبنى بنك ترانسنيستريا في تيراسبول. |            |            | روبل واحد | [ 57 ]  |
| 24 | 2020          | الذكرى الخامسة والسبعون لانتهاء الحرب العالمية الثانية (1945-2020)                                                                  | ورقة نقدية تظهر في وجهها صورة القائد العسكري ألكسندر سوفوروف مع توشيح بشعار بالمناسبة أما في ظهرها فتظهر صورة مجمع ساحة شربنسكي التذكاري في شربني، علما أن تصميم الورقة النقدية يشبه تصميم الأوراق النقدية غير التذكارية المتداولة من ذات الفئة النقدية لكن من دون التوشيح ومع اختلاف في درجات الألوان.                                                                |            |            | روبل واحد | [ 58 ]  |
| 25 | 2020          | الذكرى الثلاثون لإعلان استقلال ترانسنيستريا (1990-2020)                                                                             | ورقة نقدية تظهر في وجهها صورة القائد العسكري ألكسندر سوفوروف مع توشيح بشعار بالمناسبة أما في ظهرها فتظهر صورة مجمع ساحة شربنسكي التذكاري في شربني، علما أن تصميم الورقة النقدية يشبه تصميم الأوراق النقدية غير التذكارية المتداولة من ذات الفئة النقدية لكن من دون التوشيح ومع اختلاف في درجات الألوان.                                                                |            |            | روبل واحد | [ 59 ]  |
| 26 | 2021          | الذكرى الثلاثون لتأسيس البنك الأول لجمهورية بريدنيستروفيه المولدافية                                                                | ورقة نقدية تظهر في وجهها صورة القائد العسكري ألكسندر سوفوروف مع توشيح بشعار بالمناسبة أما في ظهرها فتظهر صورة مجمع ساحة شربنسكي التذكاري في شربني، علما أن تصميم الورقة النقدية يشبه تصميم الأوراق النقدية غير التذكارية المتداولة من ذات الفئة النقدية لكن من دون التوشيح ومع اختلاف في درجات الألوان.                                                                |            |            | روبل واحد | [ 60 ]  |
| 27 | 2021          | الذكرى الثلاثون لتأسيس النظام المصرفي لجمهورية بريدنيستروفيه المولدافية                                                             | ورقة نقدية تظهر في وجهها صورة القائد العسكري ألكسندر سوفوروف مع توشيح بمناسبة تأسيس النظام المصرفي في البنك الأول لجمهورية بريدنيستروفيه المولدافية، أما في ظهرها فتظهر صورة مجمع ساحة شربنسكي التذكاري في شربني، علما أن تصميم الورقة النقدية يشبه تصميم الأوراق النقدية غير التذكارية المتداولة من ذات الفئة النقدية لكن من دون التوشيح ومع اختلاف في درجات الألوان. |            |            | روبل واحد | [ 61 ]  |
| 28 | 2023          | الذكرى المائة لعملة تشرفونتس الذهبية                                                                                                | ورقة نقدية تظهر في وجهها صورة القائد العسكري ألكسندر سوفوروف مع صورة عملة تشرفونتس الذهبية أما في ظهرها فتظهر صورة مجمع ساحة شربنسكي التذكاري في شربني، علما أن تصميم الورقة النقدية يشبه تصميم الأوراق النقدية غير التذكارية المتداولة من ذات الفئة النقدية لكن من دون التوشيح ومع اختلاف في درجات الألوان.                                                           |            |            | روبل واحد | [ 62 ]  |
| 29 | 2024          | الذكرى الثلاثون لإصدار الروبل الترانسنيستري (1994-2024)                                                                             | ورقة نقدية تظهر في وجهها صورة القائد العسكري ألكسندر سوفوروف مع توشيح بمناسبة الإصدار أما في ظهرها فتظهر صورة مجمع ساحة شربنسكي التذكاري في شربني، علما أن تصميم الورقة النقدية يشبه تصميم الأوراق النقدية غير التذكارية المتداولة من ذات الفئة النقدية لكن من دون التوشيح ومع اختلاف في درجات الألوان.                                                                |            |            | روبل واحد | [ 63 ]  |
| 30 | 2024          | الذكرى المائة لتأسيس الجمهورية المولدافية السوفيتية الاشتراكية ذاتية الحكم (1924-2024)                                              | ورقة نقدية تظهر في وجهها صورة القائد العسكري ألكسندر سوفوروف مع توشيح بخريطة وعبارة متعلقة بمناسبة الإصدار أما في ظهرها فتظهر صورة مجمع ساحة شربنسكي التذكاري في شربني، علما أن تصميم الورقة النقدية يشبه تصميم الأوراق النقدية غير التذكارية المتداولة من ذات الفئة النقدية لكن من دون التوشيح ومع اختلاف في درجات الألوان.                                           |            |            | روبل واحد | [ 64 ]  |
| 31 | 2025          | الذكرى الثمانون للانتصار في الحرب العالمية الثانية (1945-2025)                                                                      | ورقة نقدية تظهر في وجهها صورة القائد العسكري ألكسندر سوفوروف مع توشيح بصورة تمثال "الوطن الأم ينادي" أما في ظهرها فتظهر صورة مجمع ساحة شربنسكي التذكاري في شربني، علما أن تصميم الورقة النقدية يشبه تصميم الأوراق النقدية غير التذكارية المتداولة من ذات الفئة النقدية لكن من دون التوشيح ومع اختلاف في درجات الألوان.                                                 |            |            | روبل واحد | [ 65 ]  |

## تركيا
لم تصدر أية أوراق نقدية تذكارية من تركيا.

## التشيك
أصدرت الأوراق النقدية التذكارية التالية من جمهوررية التشيك:
| # | تاريخ الإصدار | مناسبة الإصدار                                          | الوصف | صورة الوجه | صورة العكس | القيمة     | المصادر |
| - | ------------- | ------------------------------------------------------- | --- | ---------- | ---------- | ---------- | ------- |
| 1 | 2018 و 2019   | الذكرى المائة لعملة الكرونة التشيكية (1919-2019)        | ورقة نقدية تظهر في وجهها صورة كارل الرابع أما في ظهرها فيظهر شعار جامعة كارلوفا، وتصميم الورقة النقدية يشبه الأوراق النقدية غير التذكارية الصادرة أعوام 1993 و 1995 و 1997 و 2018 مع إضافة توشيح بمناسبة الإصدار.                                   |            |            | 100 كرونة  | [ 69 ]  |
| 2 | 2019          | الذكرى المائة لعملة الكرونة التشيكية (1919-2019)        | ورقة نقدية تظهر في وجهها صورة ألويس راشين أما في ظهرها فتظهر صورة واجهة المبنى ووجه وشعار التشيك |            |            | 100 كرونة  | [ 70 ]  |
| 3 | 2022          | الذكرى الستون لوفاة كاريل إنغليش                        | ورقة نقدية تظهر صورة كاريل إنغليش في وجهها مع صورة واجهة مبنى البنك الوطني التشيكي وصورة ميدالية تحمل صورة توماس ماساريك ونسر، أما في ظهر الورقة النقدية فتظهر صورة واجهة قصر كلام غالاس في براغ وصورة تمثال موجود أما هذا القصر لشخصين من أتلانتس. |            |            | 100 كرونة  | [ 71 ]  |
| 4 | 2023          | الذكرى الثلاثون لتأسيس البنك الوطني التشيكي (1993-2023) | ورقة نقدية تظهر في وجهها صورة فرانتشيسك بالاتسكي، أما في ظهرها فتظهر صورة نسر، وتصميم الورقة النقدية يشبه تصميم الورقة النقدية غير التذكارية المتداولة من ذات الفئة النقدية والصادرة سنة 1993 سنة 1996 وسنة 2008.                                   |            |            | 1000 كرونة | [ 75 ]  |

## تشيكوسلوفاكيا
لم تصدر أية أوراق نقدية تذكارية من دولة تشيكوسلوفاكيا السابقة.

## الجبل الأسود
لم تصدر أي ورقة نقدية تذكارية من الجبل الأسود. هذه الدولة كانت جزء من يوغسلافيا ثم صربيا والجبل الأسود واستعملت الدينار اليوغسلافي ولاحقا الدينار الصربي، وحاليا العملة المتداولة هي اليورو.

## جورجيا
لم تصدر أية أوراق نقدية تذكارية من جورجيا.

## الدنمارك
لم تصدر أية أوراق نقدية تذكارية من الدنمارك.

## روسيا البيضاء
أصدرت الأوراق النقدية التذكارية التالية من روسيا البيضاء:
| #  | تاريخ الإصدار                | مناسبة الإصدار                                               | الوصف | صورة الوجه | صورة العكس | القيمة     | المصادر |
| -- | ---------------------------- | ------------------------------------------------------------ | --- | ---------- | ---------- | ---------- | ------- |
| 1  | 2000                         | إدراج قلعة مير ضمن مواقع التراث العالمي                      | ورقة نقدية تظهر في وجهها صورة قلعة مير في مقاطعة جردونه، أما في ظهر الورقة النقدية فتظهر بعض تفاصيل معالم قلعة مير، الورقة النقدية تشبه الأوراق النقدية غير التذكارية المتداولة من ذات الفئة النقدية لكنها وزعت في مظروف تذكاري فيه معلومات عن القلعة ومناسبة الإصدار وحملت التسلسل من aa0000001 إلى aa0001000. |            |            | 50000 روبل | [ 76 ]  |
| 2  | 2000                         | العام 2000                                                   | ورقة نقدية تظهر في وجهها مبنى أكاديمية بيلاروسيا الوطنية للعلوم في منسك، وهي تشبه تصميم الورقة النقدية غير التذكارية من ذات الفئة، لكن خصص التسلسل الذي يبدأ بالحرفين "aa" لهذا الإصدار. |            |            | روبل واحد  | [ 77 ]  |
| 3  | 2000                         | العام 2000                                                   | ورقة نقدية تظهر في وجهها مبان في منسك، وهي تشبه تصميم الورقة النقدية غير التذكارية من ذات الفئة، لكن خصص التسلسل الذي يبدأ بالحرفين "aa" لهذا الإصدار. |            |            | 5 روبلات   | [ 78 ]  |
| 4  | 2000                         | العام 2000                                                   | ورقة نقدية تظهر في وجهها مبنى مكتبة بيلاروسيا الوطنية في منسك، وهي تشبه تصميم الورقة النقدية غير التذكارية من ذات الفئة، لكن خصص التسلسل الذي يبدأ بالحرفين "aa" لهذا الإصدار. |            |            | 10 روبلات  | [ 79 ]  |
| 5  | 2000                         | العام 2000                                                   | ورقة نقدية تظهر في وجهها صورة مبنى البنك الوطني لجمهورية بيلاروسيا في منسك، أما في ظهر الورقة النقدية فتوجد كلمة "MILLENNIUM" وتظهر صورة لمعالم داخل مبنى البنك الوطني، وهي تشبه تصميم الورقة النقدية غير التذكارية من ذات الفئة، لكن خصص التسلسل الذي يبدأ بالحرفين "aa" لهذا الإصدار.                         |            |            | 20 روبل    | [ 80 ]  |
| 6  | 2000                         | العام 2000                                                   | ورقة نقدية تظهر في وجهها صورة قلعة برست وبوابة خولم، أما في ظهرها فتوجد كلمة "MILLENNIUM" وتظهر صورة نصب تذكاري للحرب، وهي تشبه تصميم الورقة النقدية غير التذكارية من ذات الفئة، لكن خصص التسلسل الذي يبدأ بالحرفين "aa" لهذا الإصدار.                                                                          |            |            | 50 روبل    | [ 81 ]  |
| 7  | 2000                         | العام 2000                                                   | ورقة نقدية تظهر في وجهها نقش محاك وصورة مبنى المسرح الوطني للأوبرا والباليه في بيلاروسيا، أما في ظهرها فتوجد كلمة "MILLENNIUM" وصورة مشهد رقص باليه، وهي تشبه تصميم الورقة النقدية غير التذكارية من ذات الفئة، لكن خصص التسلسل الذي يبدأ بالحرفين "aa" لهذا الإصدار.                                            |            |            | 100 روبل   | [ 82 ]  |
| 8  | 2000                         | العام 2000                                                   | ورقة نقدية تظهر في وجهها صورة قصر الثقافة (منسك)، أما في ظهر الورقة النقدية فتظهر واجهة من قصر الثقافة، كذلك توجد كلمة "MILLENNIUM"، وهي تشبه تصميم الورقة النقدية غير التذكارية من ذات الفئة، لكن خصص التسلسل الذي يبدأ بالحرفين "aa" لهذا الإصدار.                                                            |            |            | 500 روبل   | [ 83 ]  |
| 9  | 2000                         | العام 2000                                                   | ورقة نقدية تظهر في وجهها صورة متحف روسيا البيضاء الوطني للفنون، أما في ظهر الورقة النقدية فتظهر صورة طبيعية صامتة "لزهور وفواكه"، كذلك توجد كلمة "MILLENNIUM"، وهي تشبه تصميم الورقة النقدية غير التذكارية من ذات الفئة، لكن خصص التسلسل الذي يبدأ بالحرفين "aa" لهذا الإصدار.                                  |            |            | 1000 روبل  | [ 84 ]  |
| 10 | 2000                         | العام 2000                                                   | ورقة نقدية تظهر في وجهها صورة قصر منسك للرياضات، أما في ظهر الورقة النقدية فتظهر صورة مجمع للرياضات الشتوية، كذلك توجد كلمة "MILLENNIUM"، وهي تشبه تصميم الورقة النقدية غير التذكارية من ذات الفئة، لكن خصص التسلسل الذي يبدأ بالحرفين "aa" لهذا الإصدار.                                                       |            |            | 5000 روبل  | [ 85 ]  |
| 11 | 2000                         | العام 2000                                                   | ورقة نقدية تظهر في وجهها صورة جسر ومعالم من مدينة فيتيبسك، أما في ظهرها فتظهر صورة مسرح مدرج ذي طراز روماني في فيتيبسك. كذلك توجد كلمة "MILLENNIUM"، وهي تشبه تصميم الورقة النقدية غير التذكارية من ذات الفئة، لكن خصص التسلسل الذي يبدأ بالحرفين "aa" لهذا الإصدار.                                            |            |            | 10000 روبل | [ 86 ]  |
| 12 | إصدار 2000 مع توشيح سنة 2001 | الذكرى العاشرة للبنك الوطني (1991-2001)                      | ورقة نقدية تظهر في وجهها صورة مبنى البنك الوطني لجمهورية بيلاروسيا في منسك مع توشيح بمناسبة الإصدار وتاريخ "1991-2001"، أما في ظهر الورقة النقدية فتظهر صورة لمعالم داخل مبنى البنك الوطني، وتصميم الورقة النقدية يشبه إصدار عام 2000 لكن مع توشيح.                                                             |            |            | 20 روبل    | [ 88 ]  |
| 13 | إصدار 2000 مع توشيح سنة 2011 | الذكرى العشرون للبنك الوطني (1991-2011)                      | ورقة نقدية تظهر في وجهها صورة قصر في غوميل مع توشيح برقم "20" وتاريخ "1991-2011"، أما في ظهر الورقة النقدية فتظهر صورة تعبر عن مدينة غوميل، وتصميم الورقة النقدية يشبه إصدار عام 2000 لكن مع توشيح. |            |            | 20000 روبل | [ 90 ]  |
| 14 | 2025                         | الذكرى الثمانون للانتصار في الحرب الوطنية العظمى (1945-2025) | ورقة نقدية تظهر في وجهها صورة كنيسة ونصب تذكاري لشجاعة المدافعين عن قلعة برست، وتمثال مرأة تمثل "الوطن الأم"، وخريطة روسيا البيضاء، أما في ظهر الورقة النقدية فتظهر صورة يد أم تمسك بيد طفل، وصورة بوابة مينسك، وزهرة التفاح، ولقالق طائرة.                                                                     |            |            | 80 روبل    | [ 91 ]  |

## روسيا
أصدرت الأوراق النقدية التذكارية التالية من روسيا:

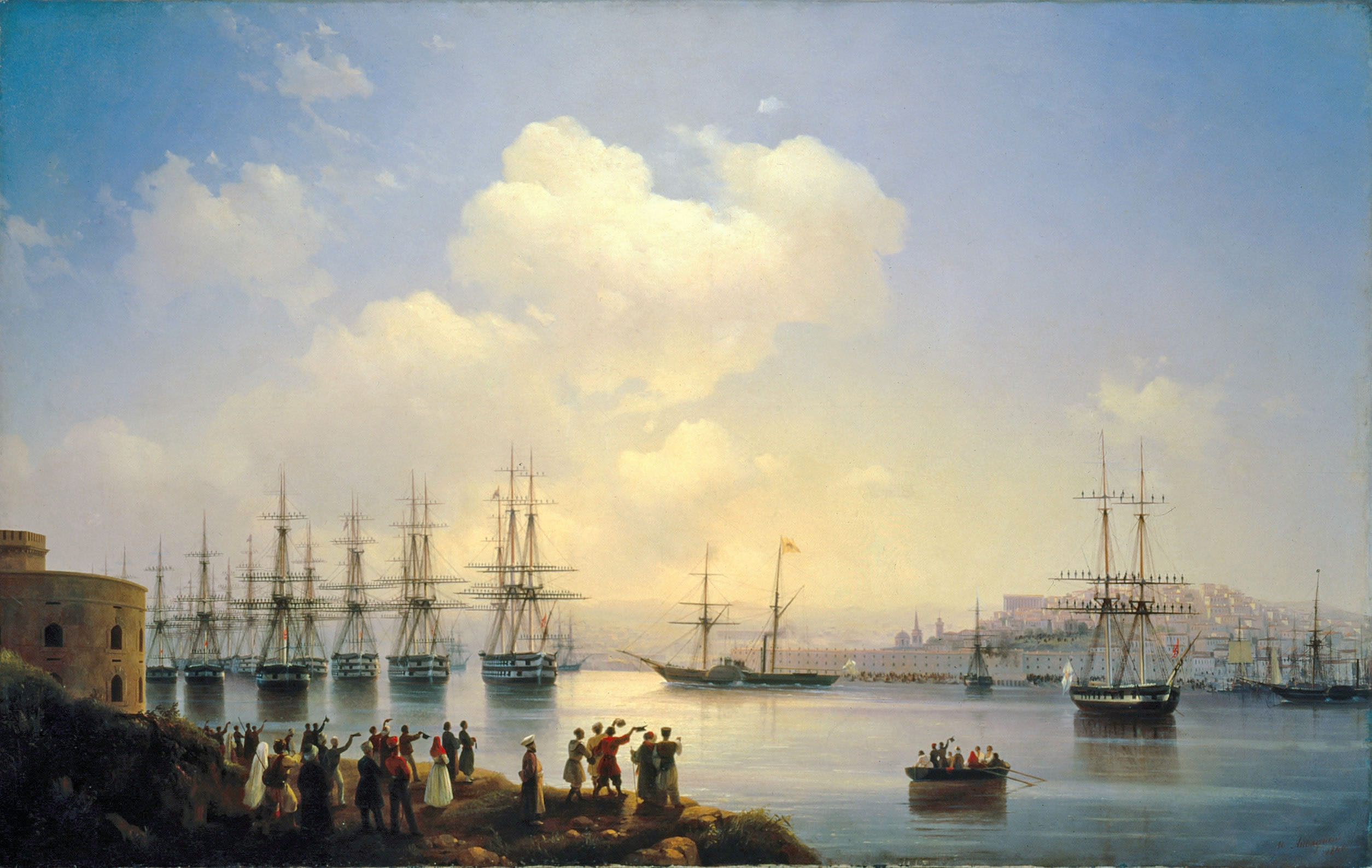
لوحة الرسام إيفان إيفازوفسكي والتي تحمل اسم "السرب الروسي على طرق سيفاستوبول" التي ظهر جزء منها على ورقة نقدية تذكارية

| # | تاريخ الإصدار | مناسبة الإصدار                                               | الوصف | صورة الوجه | صورة العكس | القيمة   | المصادر |
| - | ------------- | ------------------------------------------------------------ | --- | ---------- | ---------- | -------- | ------- |
| 1 | 2014          | الألعاب الأولمبية الشتوية الثانية والعشرين سنة 2014 في سوتشي | ورقة نقدية ذات تصميم طولي تظهر في وجهها صورة متزلج بلوح الثلج يطير فوق ملعب فيشت الأولمبي في سوتشي وجبل، أما في ظهرها فتظهر صورة طائر ناري وصورة ملعب أولمبي |            |            | 100 روبل | [ 92 ]  |
| 2 | 2015          | انضمام شبه جزيرة القرم إلى روسيا                             | ورقة نقدية ذات تصميم طولي تظهر على وجهها لوحة للرسام إيفان إيفازوفسكي والتي تحمل اسم "السرب الروسي على طرق سيفاستوبول" وصورة النصب التذكاري للسفن الغارقة الذي صممه النحات أماندوس أدامسون وأنجزه فالنتين فلدمان والموجود في خليج سيفاستوبول، وصورة نصب تذكاري للدفاع البطولي عن سيفاستوبول في عامي 1941 و1942 لاستذكار حصار سيفاستوبول وكذلك صورة كاتدرائية القديس فلاديمير ومعالم سيفاستوبول، أما في ظهر الورقة النقدية فتظهر صور جرف سيل وجبل آيو داغ وصورة قلعة عش السنونو الواقعة على جرف أورورا لتواجه رأس أي تودور في يالطا وصورة مسجد خان الواقع في قصر خان في مدينة باغجه سراي وصورة تلسكوب راديوي يوجد قرب إيفباتوريا. |            |            | 100 روبل | [ 93 ]  |
| 3 | 2018          | مناسبة بطولة كأس العالم 2018 في روسيا                        | ورقة نقدية ذات تصميم طولي تظهر في وجهها صورة طفل يحمل كرة، كذلك صورة ليف ياشين قافزا يحاول إمساك كرة، أما ظهر الورقة النقدية فتظهر فيه صورة علم روسيا منمق مع صور ظلية لمشجعين رياضيين، وصورة الكرة الأرضية منمقة على كرة قدم تظهر عليها خريطة الاتحاد الروسي، كما كتبت أسماء المدن الروسية التي استضافت مباريات البطولة وهي يكاترينبورغ وكالينينغراد وقازان وموسكو ونيجني نوفغورود وروستوف على نهر الدون وسامارا وسانت بطرسبرغ وسارانسك وسوتشي وفولغوغراد. |            |            | 100 روبل | [ 94 ]  |

## رومانيا
أصدرت الأوراق النقدية التذكارية التالية من رومانيا:
| # | تاريخ الإصدار | مناسبة الإصدار                                                                  | الوصف | صورة الوجه | صورة العكس | القيمة   | المصادر |
| - | ------------- | ------------------------------------------------------------------------------- | --- | ---------- | ---------- | -------- | ------- |
| 1 | 1999          | كسوف الشمس في 11 أغسطس 1999                                                     | ورقة نقدية يظهر في وجهها تخطيط للنظام الشمسي، أما في ظهرها فتظهر خريطة رومانيا، وقد أصدر من الورقة التذكارية أوراق في حافظة وبتسلسل يبدأ بالرمز "001A" وقد أصدر من هذه الطبعة مليون نسخة |            |            | 2000 ليو | [ 95 ]  |
| 2 | 1 ديسمبر 2018 | الذكرى المئوية للاتحاد الكبير (1918-2018)                                       | تظهر صورة فرديناند الأول وزوجته الملكة ماريا مع صورة تمثل الجمعية الوطنية الكبرى في ألبا يوليا عندما حدث الاتحاد الكبير في رومانيا في 1 ديسمبر 1918، أما في ظهر الورقة النقدية فتظهر صورة وصول الموكب الملكي إلى بوخارست في 1 ديسمبر 1918، وكذلك صورة أربعة من النساء يرتدين الأزياء الشعبية النموذجية لكل مقاطعة رومانية موحدة (بيسارابيا ورومانيا وترانسيلفانيا وبوكوفينا) |            |            | 100 ليو  | [ 96 ]  |
| 3 | 1 ديسمبر 2019 | الذكرى المئوية لإتمام الاتحاد الكبير (1919-2019)                                | ورقة نقدية من نوع بوليمر أصدرت مع قطعة نقدية ذهبية، تظهر في وجه الورقة النقدية صورة ميدالية الملك كارول الأول وكذلك صورة يونيل براتيانو والذي يظهر صورته أيضا من جانبي الشريط الأمني، أما في ظهرها فتظهر صورة مبنى البرلمان الروماني وصورة نوط الملك كارول الأول. |            |            | 100 ليو  | [ 97 ]  |
| 4 | 2021          | ورقة طبق الأصل لأول ورقة نقدية صادرة عن البنك الوطني الروماني في 19 أغسطس 1881. | ورقة نقدية يظهر في وجهها صورة رأس رجل وشعار أما في ظهرها فتظهر صورة الإمبراطور تراجان. |            |            | 20 ليو   | [ 99 ]  |
| 5 | 2 ديسمبر 2024 | الذكرى المائة وخمس وثمانون لميلاد الملك كارول الأول (20 أبريل 1839)             | ورقة نقدية من نوع بوليمر وزعت في ظرف وطبع منها 30000 ورقة، تظهر في وجه الورقة النقدية صورة الملك كارول الأول، أما في ظهر الورقة النقدية فتظهر صورة تمثال الملك كارول الأول وصورة قصر بيليش قرب مدينة سينايا. |            |            | 100 ليو  | [ 100 ] |

## سان مارينو
لم تصدر أي ورقة نقدية تذكارية من سان مارينو من عملة الليرة، وكانت العملة المتداولة هي الليرة الإيطالية. العملة المتداولة حاليا هي اليورو.

## سلوفاكيا
أصدرت الأوراق النقدية التذكارية التالية من دولة سلوفاكيا:
| # | تاريخ الإصدار | مناسبة الإصدار  | الوصف | صورة الوجه | صورة العكس | القيمة     | المصادر |
| - | ------------- | --------------- | --- | ---------- | ---------- | ---------- | ------- |
| 1 | 1 سبتمبر 1993 | مناسبة عام 2000 | تظهر صورة الأمير بريبينا في وجه الورقة النقدية مع توشيح بمناسبة الإصدار، أما في ظهرها فتظهر صورة قلعة نبيرا، وتصميم الورقة النقدية يشبه تصميم الأوراق النقدية غير التذكارية من ذات الفئة لكن بدون التوشيح. صدر من هذه الورقة النقدية التذكارية 330000 ورقة.                                                                                       |            |            | 20 كرونة   | [ 101 ] |
| 2 | 1 أغسطس 1993  | مناسبة عام 2000 | تظهر صورة كيرلس وميثوديوس في وجه الورقة النقدية مع توشيح بمناسبة الإصدار، أما في ظهرها فتظهر صورة كنيسة دراشوفيتش، وتصميم الورقة النقدية يشبه تصميم الأوراق النقدية غير التذكارية من ذات الفئة لكن بدون التوشيح. صدر من هذه الورقة النقدية التذكارية 168750 ورقة.                                                                                 |            |            | 50 كرونة   | [ 102 ] |
| 3 | 1 سبتمبر 1993 | مناسبة عام 2000 | تظهر في وجه الورقة النقدية توشيح بمناسبة الإصدار مع صورة تمثل مريم العذراء كما نحتها السيد بولص من ليفوتشا وكما تظهر في كنيسة القديس جيمس في ليفوتشا، أما في ظهر الورقة النقدية فتظهر صورة كنيسة القديس جيمس في ليفوتشا. وتصميم الورقة النقدية يشبه تصميم الأوراق النقدية غير التذكارية من ذات الفئة لكن بدون التوشيح.                            |            |            | 100 كرونة  | [ 103 ] |
| 4 | 1 أغسطس 1995  | مناسبة عام 2000 | ورقة نقدية تظهر في وجهها صورة أنتون بيرنولاك مع توشيح بمناسبة الإصدار، أما في ظهر الورقة النقدية فتظهر صورة كنائس في ترنافا التي تتميز بكثرة الكنائس فيها لذا تلقب بروما سلوفاكيا أو روما الصغيرة، وتصميم الورقة النقدية يشبه تصميم الأوراق النقدية غير التذكارية من ذات الفئة لكن بدون التوشيح. صدر من هذه الورقة النقدية التذكارية 108000 ورقة. |            |            | 200 كرونة  | [ 104 ] |
| 5 | 1 أكتوبر 1993 | مناسبة عام 2000 | ورقة نقدية تظهر في وجهها صورة لودوفيت شتور مع توشيح بمناسبة الإصدار، أما في ظهر الورقة النقدية فتظهر صورة قلعة براتيسلافا وكنيسة القديس ميخائيل (كوشيتسه)، وتصميم الورقة النقدية يشبه تصميم الأوراق النقدية غير التذكارية من ذات الفئة لكن بدون التوشيح. صدر من هذه الورقة النقدية التذكارية 67200 ورقة.                                          |            |            | 500 كرونة  | [ 105 ] |
| 6 | 1 أكتوبر 1993 | مناسبة عام 2000 | ورقة نقدية تظهر في وجهها صورة أندريه هلينكا مع توشيح بمناسبة الإصدار، أما في ظهر الورقة النقدية فتظهر صورة مريم العذراء كما تظهر في كنيسة القديس أندراوس (روجومبيروك) في ليبتوفسكي ميكولاش، وتصميم الورقة النقدية يشبه تصميم الأوراق النقدية غير التذكارية من ذات الفئة لكن بدون التوشيح. صدر من هذه الورقة النقدية التذكارية 40600 ورقة.         |            |            | 1000 كرونة | [ 106 ] |
| 7 | 3 أبريل 1995  | مناسبة عام 2000 | ورقة نقدية تظهر صورة ميلان راستيسلاف ستيفانيك في وجهها مع توشيح بمناسبة الإصدار، أما في ظهرها فتظهر صورة قبر ستيفانيك على تل في برزوفا بود برادلوم ومجموعة نجوم الدب الأكبر، وتصميم الورقة النقدية يشبه تصميم الأوراق النقدية غير التذكارية من ذات الفئة لكن بدون التوشيح.                                                                        |            |            | 5000 كرونة | [ 107 ] |

العملة المتداولة حاليا في سلوفاكيا هي اليورو.

## سلوفينيا
أصدرت الأوراق النقدية التذكارية التالية من دولة سلوفينيا:
| # | تاريخ الإصدار                                      | مناسبة الإصدار                                 | الوصف | صورة الوجه | صورة العكس | القيمة      | المصادر |
| - | -------------------------------------------------- | ---------------------------------------------- | --- | ---------- | ---------- | ----------- | ------- |
| 1 | 2001 (توشيح على ورقة نقدية صادرة في 15 يناير 1992) | الذكرى العاشرة لتأسيس بنك سلوفينيا (1991-2001) | ورقة نقدية تظهر في وجهها صورة ريهارد ياكوبيتش مع توشيح بمناسبة الإصدار، أما في ظهر الورقة النقدية فتظهر صورة للوحة من معرض ياكوبيتش وهي "الشمس"، وتصميم الورقة النقدية يشبه تصميم الأوراق النقدية غير التذكارية من ذات الفئة لكن بدون التوشيح. صدر من هذه الورقة النقدية التذكارية 10000 ورقة.                                |            |            | 100 تولار   | [ 108 ] |
| 2 | 2001 (توشيح على ورقة نقدية صادرة في 15 يناير 2000) | الذكرى العاشرة لتأسيس بنك سلوفينيا (1991-2001) | ورقة نقدية تظهر في وجهها صورة فرانتسيه بريشيرن مع توشيح بمناسبة الإصدار، أما في ظهر الورقة النقدية فتظهر صورة لنص مكتوب بخط فرانتسيه بريشيرن بعنوان "النخب"، وتصميم الورقة النقدية يشبه تصميم الأوراق النقدية غير التذكارية من ذات الفئة لكن بدون التوشيح. صدر من هذه الورقة النقدية التذكارية 5000 ورقة.                     |            |            | 1000 تولار  | [ 109 ] |
| 3 | 2001 (توشيح على ورقة نقدية صادرة في 15 يناير 2000) | الذكرى العاشرة لتأسيس بنك سلوفينيا (1991-2001) | ورقة نقدية تظهر في وجهها صورة إيفان كانكر مع توشيح بمناسبة الإصدار، أما في ظهر الورقة النقدية فتظهر صورة زهرة الأقحوان، وتصميم الورقة النقدية يشبه تصميم الأوراق النقدية غير التذكارية من ذات الفئة لكن بدون التوشيح. صدر من هذه الورقة النقدية التذكارية 1000 ورقة.                                                          |            |            | 10000 تولار | [ 110 ] |
| 4 | 2004 (توشيح على ورقة نقدية صادرة في 15 يناير 2003) | الانضمام إلى الاتحاد الأوروبي في 1 مايو 2004   | ورقة نقدية تظهر في وجهها صورة ريهارد ياكوبيتش مع توشيح بمناسبة الإصدار بالعدد "2004" ونجوم، أما في ظهر الورقة النقدية فتظهر صورة للوحة من معرض ياكوبيتش وهي "الشمس"، وتصميم الورقة النقدية يشبه تصميم الأوراق النقدية غير التذكارية من ذات الفئة لكن بدون التوشيح. صدر من هذه الورقة النقدية التذكارية 10000 ورقة.            |            |            | 100 تولار   | [ 111 ] |
| 5 | 2004 (توشيح على ورقة نقدية صادرة في 15 يناير 2003) | الانضمام إلى الاتحاد الأوروبي في 1 مايو 2004   | ورقة نقدية تظهر في وجهها صورة فرانتسيه بريشيرن مع توشيح بمناسبة الإصدار بالعدد "2004" ونجوم، أما في ظهر الورقة النقدية فتظهر صورة لنص مكتوب بخط فرانتسيه بريشيرن بعنوان "النخب"، وتصميم الورقة النقدية يشبه تصميم الأوراق النقدية غير التذكارية من ذات الفئة لكن بدون التوشيح. صدر من هذه الورقة النقدية التذكارية 5000 ورقة. |            |            | 1000 تولار  | [ 112 ] |
| 6 | 2004 (توشيح على ورقة نقدية صادرة في 15 يناير 2003) | الانضمام إلى الاتحاد الأوروبي في 1 مايو 2004   | ورقة نقدية تظهر في وجهها صورة إيفان كانكر مع توشيح بمناسبة الإصدار بالعدد "2004" ونجوم، أما في ظهر الورقة النقدية فتظهر صورة زهرة الأقحوان، وتصميم الورقة النقدية يشبه تصميم الأوراق النقدية غير التذكارية من ذات الفئة لكن بدون التوشيح. صدر من هذه الورقة النقدية التذكارية 1000 ورقة.                                      |            |            | 10000 تولار | [ 113 ] |

العملة المتداولة حاليا في سلوفينيا هي اليورو.

## الاتحاد السوفيتي
لم تصدر أية أوراق نقدية تذكارية من الاتحاد السوفيتي السابق.

## السويد
أصدرت الأوراق النقدية التذكارية التالية من دولة السويد:
| # | تاريخ الإصدار | مناسبة الإصدار | الوصف | صورة الوجه | صورة العكس | القيمة    | المصادر |
| - | ------------- | --- | --- | ---------- | ---------- | --------- | ------- |
| 1 | 1948          | الذكرى التسعون لميلاد الملك غوستاف الخامس | ورقة نقدية تظهر في وجهها صورة الملك غوستاف الخامس أما في ظهره فتظهر صورة شعار السويد. بيعت الورقة النقدية بضعف قيمتها، حيث ذهبت القيمة المضافة إلى مؤسسة خيرية أسسها الملك. طبعت مليون ورقة نقدية وغلفت بنص تذكاري مطبوع على غلافها، ولكن بيعت 172819 ورقة فقط. أتلفت الأوراق النقدية المتبقية بعد إلغاء العملة في عام 1987. لم تكن الأوراق النقدية غير المغلفة متاحة لدى بنك السويد المركزي، حيث فك الناس بأنفسهم تلك الأغلفة. |            |            | 5 كرونات  | [ 114 ] |
| 2 | 1968          | الذكرى الثلاثمائة لتأسيس بنك السويد المركزي (1668-1968) | ورقة نقدية تظهر صورة الأم سفيا في وجهها، أما في ظهرها فتظهر صورة المبنى القديم لبنك السويد المركزي في ستوكهولم |            |            | 10 كرونات | [ 115 ] |
| 3 | 2005          | الذكرى المائتان والخمسون لمصنع الورق وأعمال الطباعة السويدي تومبا بروك، وهي شركة أسسها البنك المركزي السويدي في عام 1755 لإنتاج الأوراق النقدية، مما يجعله أقدم مصنع من نوعه في العالم. | ورقة نقدية تظهر صورة الأم سفيا في وجهها، أما في ظهرها فتظهر صور مصنع وأعمال إنتاج الورق. |            |            | 100 كرونة | [ 116 ] |

## سويسرا
لم تصدر أية أوراق نقدية تذكارية من سويسرا.

## صربيا
لم تصدر أي ورقة نقدية تذكارية من صربيا.

## الفاتيكان
لم تصدر أي ورقة نقدية تذكارية من الفاتيكان من عملة الليرة، وكانت العملة المتداولة هي الليرة الإيطالية. العملة المتداولة حاليا هي اليورو.

## جزر فارو
لم تصدر أية أوراق نقدية تذكارية من جزر فارو.

## فرنسا
لم تصدر أي ورقة نقدية تذكارية من فرنسا من عملة الفرنك. العملة المتداولة حاليا هي اليورو.

## فنلندا
لم تصدر أي ورقة نقدية تذكارية من فنلندا من عملة الماركا. العملة المتداولة حاليا هي اليورو.

## قبرص
لم تصدر أية أوراق نقدية تذكارية من قبرص. العملة المتداولة حاليا هي اليورو.

## كرواتيا
أصدرت كرواتيا الورقتان النقديتان التذكاريتان التاليتان قبل اعتماد عملة اليورو:
| # | تاريخ الإصدار | مناسبة الإصدار                                          | الوصف | صورة الوجه | صورة العكس | القيمة  | المصادر |
| - | ------------- | ------------------------------------------------------- | --- | ---------- | ---------- | ------- | ------- |
| 1 | 30 مايو 2004  | الذكرى العاشرة لتأسيس البنك الوطني الكرواتي (1994-2004) | ورقة نقدية تظهر صورة يوراي دوبريلا في وجهها، بينما تظهر صورة حلبة بولا في ظهرها، وهي تشبه في التصميم الأوراق النقدية غير التذكارية المتداولة والصادرة بين عامي 2001 و 2012 لكن مع إضافة في يسار وجه الورقة النقدية بمناسبة الإصدار.                                 |            |            | 10 كونا | [ 118 ] |
| 2 | 30 مايو 2014  | الذكرى العشرون لتأسيس البنك الوطني الكرواتي (1994-2014) | ورقة نقدية تظهر صورة يوسب يلاتشيتش في وجهها، بينما تظهر صورة حمامة فخارية مع صورة قلعة ألتس في فوكوفار في ظهرها، وهي تشبه في التصميم الأوراق النقدية غير التذكارية المتداولة والصادرة بين عامي 2001 و 2012 لكن مع إضافة في يسار وجه الورقة النقدية بمناسبة الإصدار. |            |            | 20 كونا | [ 120 ] |

## كوسوفو
لم تصدر أي ورقة نقدية تذكارية من كوسوفو، العملة المتداولة في كوسوفو هي اليورو.

## لاتفيا
لم تصدر أي ورقة نقدية تذكارية من لاتفيا من عملة اللاتس. العملة المتداولة حاليا هي اليورو.

## لكسمبورغ
لم تصدر أي ورقة نقدية تذكارية من لكسمبورغ من عملة الفرنك. العملة المتداولة حاليا هي اليورو.

## ليتوانيا
أصدرت الأوراق النقدية التذكارية التالية من ليتوانيا:
| # | تاريخ الإصدار  | مناسبة الإصدار                                 | الوصف | صورة الوجه | صورة العكس | القيمة     | المصادر |
| - | -------------- | ---------------------------------------------- | --- | ---------- | ---------- | ---------- | ------- |
| 1 | 24 يونيو 1929  | الذكرى الخمسمائية لفيتاوتاس العظيم (1430-1930) | ورقة نقدية تظهر في وجهها صورة لفيتاوتاس العظيم، أما في ظهرها فتظهر صورة محاربين وفرسان من القرون الوسطى.                                |            |            | 5 ليتاسات  | [ 121 ] |
| 2 | 5 يوليو 1930   | الذكرى الخمسمائية لفيتاوتاس العظيم (1430-1930) | ورقة نقدية تظهر في وجهها صورة لفيتاوتاس العظيم وصورة كنيسة فيتاوتاس العظيم، أما في ظهرها فتظهر صورة كلايبيدا وسفينة وتمثال يمثل الحرية. |            |            | 20 ليتاس   | [ 122 ] |
| 3 | 16 فبراير 1938 | الذكرى العشرون للاستقلال (1918-1938)           | ورقة نموذج تظهر في وجهها صورة أنتاناس سمتانا، أما في ظهرها فتظهر صورة للمجلس الأصلي الذي أعلن استقلال ليتوانيا.                         |            |            | 10 ليتاسات | [ 123 ] |

العملة المتداولة حاليا في ليتوانيا هي اليورو.

## ليختنشتاين
لم تصدر أي ورقة نقدية تذكارية من ليختنشتاين، تعد عملة الفرنك السويسري العملة الرسمية للتداول في ليختنشتاين.

## مالطا
أصدرت الأوراق النقدية التذكارية التالية من مالطا:
| # | تاريخ الإصدار | مناسبة الإصدار | الوصف | صورة الوجه | صورة العكس | القيمة   | المصادر |
| - | ------------- | -------------- | --- | ---------- | ---------- | -------- | ------- |
| 1 | 2000          | ذكرى الألفية   | ورقة نقدية تظهر صورة امرأة وحمام في وجهها وتوشيح لماع بمناسبة الإصدار، أما في ظهرها فتظهر صورة مبنى بنك مالطا المركزي في غودش ومدينة ومرسوم الملك ألفونسو الخامس ملك أراغون، وتصميم الورقة النقدية يشبه الأوراق النقدية غير التذكارية الصادرة سابقا لكن بدون التوشيح.                                                                   |            |            | ليرتان   | [ 126 ] |
| 2 | 2000          | ذكرى الألفية   | ورقة نقدية تظهر صورة امرأة وحمام في وجهها وتوشيح لماع بمناسبة الإصدار، أما في ظهرها فتظهر صورة مبنى برج الراية في مدينة ونص إعلان حقوق الناس (حقوق الإنسان في مالطا) في 15 يونيو 1802، وتصميم الورقة النقدية يشبه الأوراق النقدية غير التذكارية الصادرة سابقا لكن بدون التوشيح.                                                         |            |            | 5 ليرات  | [ 129 ] |
| 3 | 2000          | ذكرى الألفية   | ورقة نقدية تظهر صورة امرأة وحمام في وجهها وتوشيح لماع بمناسبة الإصدار، أما في ظهرها فتظهر صورة نصب السابع من يونيو في فاليتا وصورة لجرحى في الجمعية الوطنية المالطية في 7 يونيو 1919، وهي في الأصل لوحة مرسومة بألوان مائية للرسام جياني فيلا، وتصميم الورقة النقدية يشبه الأوراق النقدية غير التذكارية الصادرة سابقا لكن بدون التوشيح. |            |            | 10 ليرات | [ 132 ] |

العملة المتداولة حاليا في مالطا هي اليورو.

## مقدونيا الشمالية
أصدرت الورقة النقدية التذكارية التالية من جمهورية مقدونيا:
| # | تاريخ الإصدار | مناسبة الإصدار    | الوصف | صورة الوجه | صورة العكس | القيمة    | المصادر |
| - | ------------- | ----------------- | --- | ---------- | ---------- | --------- | ------- |
| 1 | 2000          | مناسبة العام 2000 | ورقة نقدية يظهر في وجهها صورة سقف منقوش من الخشب في ديبار، أما في ظهر الورقة النقدية فيظهر رسم يعبر عن مدينة سكوبيه، وتصميم الورقة النقدية يشبه تصميم الورقة النقدية التمداولة غير التذكارية من نفس الفئة والتي أصدرت بين عام 1996 وعام 2018 لكن بعد إضافة توشيح بمناسبة الإصدار. |            |            | 100 دينار | [ 134 ] |

ولم تصدر أي ورقة نقدية تذكارية بعد تغيير اسم الدولة إلى مقدونيا الشمالية.

## المملكة المتحدة
أصدرت الأوراق النقدية التذكارية التالية من المملكة المتحدة:

### إنجلترا
أصدرت الأوراق النقدية التذكارية التالية من إنجلترا:

#### إصدارات بنك إنجلترا
| # | تاريخ الإصدار | مناسبة الإصدار                                                                 | الوصف | صورة الوجه | صورة العكس | القيمة    | المصادر |
| - | ------------- | ------------------------------------------------------------------------------ | --- | ---------- | ---------- | --------- | ------- |
| 1 | 1997          | عودة هونغ كونغ للسيادة الصينية                                                 | ورقة نقدية تظهر في وجهها صورة الملكة إليزابيث الثانية، أما في ظهر الورقة النقدية فتظهر صورة جورج ستيفنسون وقاطرة ستيفنسون البخارية، وتصميم الورقة النقدية يشبه الأوراق النقدية غير التذكارية الصادرة في تلك الفترة مع اختلاف في الرقم التسلسلي حيث تبدأ الأوراق التذكارية بالحرفين والرقمين "HK97" للإشارة إلى هونغ كونغ وسنة 1997         |            |            | 5 جنيهات  | [ 135 ] |
| 2 | 2000          | الألفية                                                                        | ورقة نقدية تظهر في وجهها صورة الملكة إليزابيث الثانية، أما في ظهر الورقة النقدية فتظهر صورة جورج ستيفنسون وقاطرة ستيفنسون البخارية، وتصميم الورقة النقدية يشبه الأوراق النقدية غير التذكارية الصادرة في تلك الفترة مع اختلاف في الرقم التسلسلي حيث تبدأ الأوراق التذكارية بالحرفين والرقمين "YR20" للإشارة إلى مناسبة الإصدار.             |            |            | 5 جنيهات  | [ 136 ] |
| 3 | 2000          | الألفية                                                                        | ورقة نقدية تظهر في وجهها صورة الملكة إليزابيث الثانية، أما في ظهر الورقة النقدية فتظهر صورة تشارلز ديكنز ومباراة كريكت، وتصميم الورقة النقدية يشبه الأوراق النقدية غير التذكارية الصادرة بين عامي 1990 إلى 1994 مع اختلاف في الرقم التسلسلي حيث تبدأ الأوراق التذكارية بالحرفين والرقمين "YR20" للإشارة إلى مناسبة الإصدار.                |            |            | 10 جنيهات | [ 137 ] |
| 4 | 2000          | الألفية                                                                        | ورقة نقدية تظهر في وجهها صورة الملكة إليزابيث الثانية، أما في ظهر الورقة النقدية فتظهر صورة السير إدوارد إلجار وملاك وكاتدرائية ووستر، وتصميم الورقة النقدية يشبه الأوراق النقدية غير التذكارية الصادرة بين عامي 1999 إلى 2006 مع اختلاف في الرقم التسلسلي حيث تبدأ الأوراق التذكارية بالحرفين والرقمين "YR20" للإشارة إلى مناسبة الإصدار. |            |            | 20 جنيها  | [ 138 ] |
| 5 | 2000          | ذكرى مائة سنة على ميلاد الملكة الأم (1900-2002)                                | ورقة نقدية تظهر في وجهها صورة الملكة إليزابيث الثانية، أما في ظهر الورقة النقدية فتظهر صورة جورج ستيفنسون وقاطرة ستيفنسون البخارية، وتصميم الورقة النقدية يشبه الأوراق النقدية غير التذكارية الصادرة في تلك الفترة مع اختلاف في الرقم التسلسلي حيث تبدأ الأوراق التذكارية بالحرفين والرقمين "QM10" للإشارة إلى مناسبة الإصدار.             |            |            | 5 جنيهات  | [ 139 ] |
| 6 | 2001          | ذكرى مائة سنة على وفاة الملكة فكتوريا                                          | ورقة نقدية تظهر في وجهها صورة الملكة إليزابيث الثانية، أما في ظهر الورقة النقدية فتظهر صورة تشارلز ديكنز ومباراة كريكت، وتصميم الورقة النقدية يشبه الأوراق النقدية غير التذكارية الصادرة بين عامي 1990 إلى 1994 مع اختلاف في الرقم التسلسلي حيث تبدأ الأوراق التذكارية بالحرفين والرقمين "QV10 أو VR10" للإشارة إلى مناسبة الإصدار.        |            |            | 10 جنيهات | [ 140 ] |
| 5 | 2002          | اليوبيل الذهبي لاعتلاء الملكة إليزابيث الثانية عرش المملكة المتحدة (1952-2002) | ورقة نقدية تظهر في وجهها صورة الملكة إليزابيث الثانية، أما في ظهر الورقة النقدية فتظهر صورة جورج ستيفنسون وقاطرة ستيفنسون البخارية، وتصميم الورقة النقدية يشبه الأوراق النقدية غير التذكارية الصادرة في تلك الفترة مع اختلاف في الرقم التسلسلي حيث تبدأ الأوراق التذكارية بالحرفين والرقمين "QE50" للإشارة إلى مناسبة الإصدار.             |            |            | 5 جنيهات  | [ 141 ] |

### إسكتلندا
أصدرت الأوراق النقدية التذكارية التالية من إسكتلندا:

#### إصدارات بنك إسكتلندا الملكي
| #  | تاريخ الإصدار  | مناسبة الإصدار                                                           | الوصف | صورة الوجه | صورة العكس | القيمة    | المصادر |
| -- | -------------- | ------------------------------------------------------------------------ | --- | ---------- | ---------- | --------- | ------- |
| 1  | 8 ديسمبر 1992  | قمة المجلس الأوروبي في إدنبرة (1992)                                     | ورقة نقدية تظهر في وجهها صورة أرتشيبالد كامبل دوق أغريل الثالث (اللورد إيلاي - أول محافظ لبنك إسكتلندا الملكي)، أما في ظهر الورقة النقدية فتظهر صورة قلعة إدنبرة، وتصميم الورقة النقدية يشبه تصميم الأوراق النقدية غير التذكارية المتداولة، لكن في هذه الورقة النقدية التذكارية أضيف في وجهها صورة علم الاتحاد الأوروبي وعليه عبارة بمناسبة الإصدار. |            |            | جنيه واحد | [ 142 ] |
| 2  | 3 ديسمبر 1994  | الذكرى المائة لوفاة روبرت لويس ستيفنسون                                  | ورقة نقدية تظهر في وجهها صورة أرتشيبالد كامبل دوق أغريل الثالث مع محبرة وريشة وكتاب وتاريخ "1850-1894" وهي سنتي ولادة ووفاة روبرت لويس ستيفنسون والذي تظهر صورته في ظهر الورقة النقدية مع صور تعبر عن أعماله وحياته بالإضافة إلى صورة منزله في ساموا.                                                                                                |            |            | جنيه واحد | [ 143 ] |
| 3  | 3 مارس 1997    | الذكرى المائة والخمسون لميلاد ألكسندر غراهام بل                          | ورقة نقدية تظهر في وجهها صورة أرتشيبالد كامبل دوق أغريل الثالث مع صورة الهاتف الذي اخترعه ألكسندر غراهام بل مع اسمه وتاريخ ولادته ووفاته "1847-1922"، أما في ظهر الورقة النقدية فتظهر صورة ألكسندر غراهام بل ويدين وطائرين وموجات صوتية وتخطيط لتصميم سماعة هاتف.                                                                                    |            |            | جنيه واحد | [ 144 ] |
| 4  | 12 مايو 1999   | افتتاح البرلمان الإسكتلندي                                               | ورقة نقدية تظهر في وجهها صورة أرتشيبالد كامبل دوق أغريل الثالث مع عبارة بمناسبة الإصدار، أما في ظهر الورقة النقدية فتظهر صورة مبنى البرلمان الإسكتلندي. |            |            | جنيه واحد | [ 145 ] |
| 5  | 4 أغسطس 2000   | الذكرى المائة لميلاد الملكة الأم                                         | ورقة نقدية تظهر في وجهها صورة أرتشيبالد كامبل دوق أغريل الثالث مع صورة تاج وعبارة بمناسبة الإصدار، أما في ظهر الورقة النقدية فتظهر صورة الملكة الأم إليزابيث أنجيلا مارغريت باوز ليون وصورة قلعة غلامز. |            |            | 20 جنيها  | [ 146 ] |
| 6  | 6 فبراير 2002  | اليوبيل الذهبي لتتويج الملكة إليزابيث الثانية (1952-2002)                | ورقة نقدية تظهر في وجهها صورة أرتشيبالد كامبل دوق أغريل الثالث مع صورة تاج وعبارة بمناسبة الإصدار، أما في ظهر الورقة النقدية فتظهر صورتين للملكة إليزابيث الثانية إحداهما عند تتويجها سنة 1952 والاخرى في سنة 2002. |            |            | 5 جنيهات  | [ 147 ] |
| 7  | 14 مايو 2004   | الذكرى المائتان والخمسون لتأسيس نادي الغولف الملكي القديم في سانت أندروز | ورقة نقدية تظهر في وجهها صورة أرتشيبالد كامبل دوق أغريل الثالث مع صورة نادي الغولف الملكي القديم في سانت أندروز وسنة تأسيسه في 1754، أما في ظهر الورقة النقدية فتظهر صورة توماس ميتشل موريس وكأس وملعب غولف ومضربي غولف ومبنى. |            |            | 5 جنيهات  | [ 148 ] |
| 8  | 1 يوليو 2005   | الذكرى الخمسمائة لتأسيس كلية الجراحين الملكية بإدنبرة (1505-2005)        | ورقة نقدية تظهر في وجهها صورة أرتشيبالد كامبل دوق أغريل الثالث مع عبارة بمناسبة الإصدار، أما في ظهر الورقة النقدية فتظهر صورة قلعة كوليان. |            |            | 5 جنيهات  | [ 149 ] |
| 9  | 14 يوليو 2005  | اعتزال جاك ويليام نيكولاس رياضة الغولف                                   | ورقة نقدية تظهر في وجهها صورة أرتشيبالد كامبل دوق أغريل الثالث مع صورة دب وكلمة "نيكولاس"، أما في ظهر الورقة النقدية فتظهر صورتين لجاك ويليام نيكولاس إحداهها يحمل كأسا والأخرى يلوح بمضرب الغولف، مع صور لنتائجه وصورة بمبنى. |            |            | 5 جنيهات  | [ 150 ] |
| 10 | 14 سبتمبر 2005 | افتتاح المقر الجديد لبنك إسكتلندا الملكي في غوغار                        | ورقة نقدية تظهر في وجهها صورة أرتشيبالد كامبل دوق أغريل الثالث، أما في ظهر الورقة النقدية فتظهر صورة المقر الجديد لبنك إسكتلندا الملكي. |            |            | 50 جنيها  | [ 151 ] |
| 11 | 6 فبراير 2012  | اليوبيل الماسي لتتويج الملكة إليزابيث الثانية (1952-2021)                | ورقة نقدية تظهر في وجهها صورة أرتشيبالد كامبل دوق أغريل الثالث مع تاج ومناسبة الإصدار، أما في ظهر الورقة النقدية فتظهر أربع صور للملكة إليزابيث الثانية إحدها عند تتويجها سنة 1952 والاخرى في سنة 2012. |            |            | 10 جنيهات | [ 152 ] |
| 12 | 22 سبتمبر 2014 | بطولة كأس رايدر 2014 في غلن إيغلز في إسكتلندا                            | ورقة نقدية من نوع بوليمر تظهر في وجهها صورة أرتشيبالد كامبل دوق أغريل الثالث مع صورة كأس يمكن مشاهدته من جانبي الورقة، أما في ظهر الورقة النقدية فتظهر صورة مبنى وصورة كأس رايدر مع شعار البطولة. |            |            | 5 جنيهات  | [ 153 ] |

#### إصدارات بنك كلايدسدال
| #  | تاريخ الإصدار  | مناسبة الإصدار                                                                   | الوصف | صورة الوجه | صورة العكس | القيمة    | المصادر |
| -- | -------------- | -------------------------------------------------------------------------------- | --- | ---------- | ---------- | --------- | ------- |
| 1  | 21 يوليو 1996  | قصائد الشاعر روبرت برنز                                                          | ورقة نقدية تظهر في وجهها صورة الشاعر روبرت برنز ومقطع من إحدى قصائده، وتوجد أكثر من إصدار كل منها فيها نص شعري مختلف، أما في ظهر الورقة النقدية فتظهر صورة فأر ووردتين، وهذه الصورة مستوحاة من أشعار روبرت برنز. سحبت هذه الورقة من التداول في 1 مارس 2018.              |            |            | 5 جنيهات  | [ 154 ] |
| 2  | 1997 - 2007    | ذكرى ماري سلسور                                                                  | تظهر صورة ماري سلسور في وجه الورقة النقدية، أما في ظهرها فتظهر خريطة كالابار وصورة ماري سلسور مع مجموعة من النيجيريين، وقد أصدرت عدة إصدارات من هذه الورقة النقدية بين عامي 1997 - 2007 وبتواقيع مختلفة وبدرجات لونية مختلفة. سحبت هذه الورقة من التداول في 1 مارس 2018. |            |            | 10 جنيهات | [ 155 ] |
| 3  | 30 سبتمبر 1997 | اجتماع قادة حكومات دول الكومنولث في إدنبرة                                       | تظهر صورة روبرت الأول ملك إسكتلندا، أما في ظهرها فتظهر صورة قلعة إدنبرة ومركز مؤتمرات إدنبرة الدولي وصورة مبنى بنك كلايدسدال. |            |            | 20 جنيهات | [ 156 ] |
| 4  | 9 أبريل 1999   | غلاسكو مدينة الهندسة المعمارية والتصميم في المملكة المتحدة                       | ورقة نقدية تظهر صورة ألكسندر تومسون في وجهها، أما في ظهر الورقة النقدية فتظهر صورة دار هولموود مع توشيح بمناسبة الإصدار. |            |            | 20 جنيهات | [ 157 ] |
| 5  | 1 يناير 2000   | ذكرى الألفية                                                                     | ورقة نقدية تشبه في تصميمها الورقة الصادرة بمناسبة ذكرى ماري سلسور، حيث تظهر صورة ماري سلسور في وجه الورقة النقدية مع إضافة توشيح بمناسبة الإصدار، أما في ظهرها فتظهر خريطة كالابار وصورة ماري سلسور مع مجموعة من النيجيريين. سحبت هذه الورقة من التداول في 1 مارس 2018.  |            |            | 10 جنيهات | [ 158 ] |
| 6  | 1 يناير 2000   | ذكرى الألفية                                                                     | تظهر صورة روبرت الأول ملك إسكتلندا في وجه الورقة النقدية مع توشيح بمناسبة الإصدار، أما في ظهر الورقة النقدية فتظهر صور صندوق تذكاري من مونيماسك وقلعة ستيرلينغ ونصب والاس، تمثال الملك روبرت الأول يمتطي حصانا.                                                          |            |            | 20 جنيهات | [ 159 ] |
| 7  | 6 يناير 2001   | الذكرى الخمسمائة والخمسون لتأسيس جامعة غلاسكو (1451-2001)                        | ورقة نقدية تظهر صورة آدم سميث في وجهها مع توشيح بمناسبة الإصدار، أما في ظهرها فتظهر صورة معدات حداد ومعدات زراعية. |            |            | 50 جنيها  | [ 160 ] |
| 8  | 6 يناير 2001   | الذكرى الخمسمائة والخمسون لتأسيس جامعة غلاسكو (1451-2001)                        | ورقة نقدية تظهر صورة ويليام طومسون، بارون كلفن الأول في وجهها مع توشيح بمناسبة الإصدار، أما في ظهرها فتظهر صورة مبنى جامعة غلاسكو، وتصميم الورقة يشبه الورقة النقدية غير التذكارية الصادرة سنة 1996 دون توشيح.                                                           |            |            | 100 جنيها | [ 162 ] |
| 9  | 15 مارس 2006   | مشاركة إسكتلندا في دورة ألعاب الكومنولث 2006 في ملبورن                           | ورقة نقدية تظهر صورة ماري سلسور في وجهها مع توشيح بمناسبة الإصدار، أما في ظهرها فتظهر صور رياضيين بمختلف الأنشطة الرياضية. |            |            | 10 جنيهات | [ 163 ] |
| 10 | 6 يونيو 2005   | افتتاح بورصة بنك كلايدسدال                                                       | أصدرت هذه الورقة النقدية بمناسبة افتتاح بورصة بنك كلايدسدال، وقد افتتحها وزير إسكتلندا الأول جاك ماكونيل بتاريخ 6 يونيو 2005. تظهر صورة روبرت الأول ملك إسكتلندا في وجه الورقة النقدية، أما في ظهر الورقة النقدية فتظهر صورة بمبنى بورصة بنك كلايدسدال.                  |            |            | 20 جنيها  | [ 164 ] |
| 11 | 25 مارس 2006   | الذكرى السبعمائة لتتويج روبرت ملكا على مملكة إسكتلندا (1306-2006)                | تظهر صورة روبرت الأول ملك إسكتلندا في وجه الورقة النقدية مع توشيح بمناسبة الإصدار، أما في ظهر الورقة النقدية فتظهر صور صندوق تذكاري من مونيماسك وقلعة ستيرلينغ ونصب والاس، تمثال الملك روبرت الأول يمتطي حصانا.                                                          |            |            | 20 جنيها  | [ 165 ] |
| 12 | 13 فبراير 2015 | الذكرى المائة وخمسة وعشرون لافتتاح جسر فورث وتسميته موقعا مرشحا لموقع تراث عالمي | ورقة نقدية من نوع بوليمر تظهر في وجهها صورة ويليام أرول ورافعة ويمكن مشاهدة خريطة إسكتلندا من جانبي الورقة النقدية وعبارة بمناسبة الإصدار، أما في ظهر الورقة النقدية فتظهر صورة جسر فورث مع عبارة بمناسبة ترشيحه لموقع تراث عالمي.                                       |            |            | 5 جنيهات  | [ 166 ] |
| 13 | 13 فبراير 2016 | الذكرى المائة وخمسة وعشرون لافتتاح جسر فورث واختياره موقع تراث عالمي في سنة 2015 | ورقة نقدية من نوع بوليمر تظهر في وجهها صورة ويليام أرول ورافعة وعبارة بمناسبة الإصدار ويمكن مشاهدة خريطة إسكتلندا وصورة جسر من جانبي الورقة النقدية، أما في ظهر الورقة النقدية فتظهر صورة جسر فورث مع عبارة بمناسبة اختياره موقع تراث عالمي.                             |            |            | 5 جنيهات  | [ 167 ] |

#### إصدارات بنك إسكتلندا
| # | تاريخ الإصدار | مناسبة الإصدار                              | الوصف | صورة الوجه | صورة العكس | القيمة    | المصادر |
| - | ------------- | ------------------------------------------- | --- | ---------- | ---------- | --------- | ------- |
| 1 | 1995 - 2006   | الذكرى الثلاثمائة لتأسيس بنك إسكتلندا       | ورقة نقدية تظهر في وجهها صورة السير والتر سكوت وكذلك عبارة بمناسبة الذكرى الثلاثمائة لتأسيس بنك إسكتلندا (1695-1995)، أما في ظهر الورقة النقدية فتظهر صورة عاملين في منصة نفط وفي الزاوية السفلى اليسرى صورة مبنى بنك إسكتلندا في إدنبرة، وقد أصدر من الورقة النقدية عدة إصدارات بتواقيع مختلفة وبتواريخ 4 يناير 1995 و13 سبتمبر 1996 و5 أغسطس 1998 و25 مايو 2002 و1 يناير 2006، وقد سحبت الأوراق النقدية بتاريخ 1 مارس 2018. |            |            | 5 جنيهات  | [ 168 ] |
| 2 | 1995 - 2006   | الذكرى الثلاثمائة لتأسيس بنك إسكتلندا       | ورقة نقدية تظهر في وجهها صورة السير والتر سكوت وكذلك عبارة بمناسبة الذكرى الثلاثمائة لتأسيس بنك إسكتلندا (1695-1995)، أما في ظهر الورقة النقدية فتظهر صورة مصنع تقطير وتخمير وفي الزاوية السفلى اليسرى صورة مبنى بنك إسكتلندا في إدنبرة، وقد أصدر من الورقة النقدية عدة إصدارات بتواقيع مختلفة وبتواريخ 1 فبراير 1995 و5 أغسطس 1998 و18 أغسطس 1998 و18 يونيو 2001 و26 نوفمبر 2003 و24 سبتمبر 2004 و1 يناير 2006، وقد سحبت الأوراق النقدية بتاريخ 1 مارس 2018.                                                                                         |            |            | 10 جنيهات | [ 169 ] |
| 3 | 1995 - 2004   | الذكرى الثلاثمائة لتأسيس بنك إسكتلندا       | ورقة نقدية تظهر في وجهها صورة السير والتر سكوت وكذلك عبارة بمناسبة الذكرى الثلاثمائة لتأسيس بنك إسكتلندا (1695-1995)، أما في ظهر الورقة النقدية فتظهر صورة امرأة تعمل في مختبر بحثي وفي الزاوية السفلى اليسرى صورة مبنى بنك إسكتلندا في إدنبرة، وقد أصدر من الورقة النقدية عدة إصدارات بتواقيع مختلفة وبتواريخ 1 مايو 1995 و25 أكتوبر 1996 و1 أبريل 1998 و22 مارس 1999 و18 يونيو 2001 و26 نوفمبر 2003 و24 سبتمبر 2004 وقد سحبت الأوراق النقدية بتاريخ 30 سبتمبر 2022.                                                                                 |            |            | 20 جنيها  | [ 170 ] |
| 4 | 1995 - 2006   | الذكرى الثلاثمائة لتأسيس بنك إسكتلندا       | ورقة نقدية تظهر في وجهها صورة السير والتر سكوت وكذلك عبارة بمناسبة الذكرى الثلاثمائة لتأسيس بنك إسكتلندا (1695-1995)، أما في ظهر الورقة النقدية فتظهر فرقة موسيقية وفي الزاوية السفلى اليسرى صورة مبنى بنك إسكتلندا في إدنبرة، وقد أصدر من الورقة النقدية عدة إصدارات بتواقيع مختلفة وبتواريخ 1 مايو 1995 و15 أبريل 1999 و29 يناير 2003 & 24 سبتمبر 2004 و1 يناير 2006. |            |            | 50 جنيها  | [ 171 ] |
| 5 | 1995 - 2006   | الذكرى الثلاثمائة لتأسيس بنك إسكتلندا       | ورقة نقدية تظهر في وجهها صورة السير والتر سكوت وكذلك عبارة بمناسبة الذكرى الثلاثمائة لتأسيس بنك إسكتلندا (1695-1995)، أما في ظهر الورقة النقدية فتظهر صورة ملعب غولف وفي الزاوية السفلى اليسرى صورة مبنى بنك إسكتلندا في إدنبرة، وقد أصدر من الورقة النقدية عدة إصدارات بتواقيع مختلفة وبتواريخ 17 يوليو 1995 و18 أغسطس 1997 و15 مايو 1999 و26 نوفمبر 2003 & 24 سبتمبر 2004 و1 يناير 2006. |            |            | 100 جنيه  | [ 172 ] |
| 6 | 17 يوليو 2015 | الأطفال المحتاجون                           | ورقة نقدية من نوع بوليمر صادرة بمناسبة حملة خيرية تنظمها هيئة الإذاعة البريطانية (بي بي سي) حملت عنوان "الأطفال المحتاجون" (بالإنجليزية: Children in Need) تظهر في وجهها صورة السير والتر سكوت وكذلك صورة مبنى بنك إسكتلندا الذي يمكن مشاهدة صورته من جانبي الورقة، وكذلك تظهر في ظهر الورقة النقدية صورة "الدب بودسي" (بالإنجليزية: Pudsey Bear) والذي كان تميمة الحملة، وصورة الدب بودسي رسمتها بنت ذات 12 عاما اسمه "كايلا روبسون". وقد أصدر من الورقة التذكارية 40 نسخة فقط حملت التسلسلات "PUDSEY01" إلى "PUDSEY40" وقد بيعت أغلب النسخ في مزاد. |            |            | 5 جنيهات  | [ 174 ] |
| 7 | 1 يونيو 2019  | افتتاح معبر كوينزفيري                       | ورقة نقدية من نوع بوليمر تظهر في وجهها صورة السير والتر سكوت وكذلك صورة مبنى بنك إسكتلندا الذي يمكن مشاهدة صورته من جانبي الورقة، وكذلك تظهر في ظهر الورقة النقدية صورة معبر كوينزفيري. |            |            | 20 جنيها  | [ 175 ] |
| 8 | 16 أغسطس 2021 | الذكرى المائة لوفاة فلورا موراي (1923-2023) | ورقة نقدية من نوع بوليمر تظهر في وجهها صورة السير والتر سكوت وكذلك صورة مبنى بنك إسكتلندا الذي يمكن مشاهدة صورته من جانبي الورقة، وكذلك تظهر في ظهر الورقة النقدية صورة فلورا موراي وكذلك يمكن مشاهدة صورتها من جانبي الورقة من خلال الشريط الأمني في جانب الورقة النقدية. |            |            | 100 جنيه  | [ 176 ] |

### إيرلندا الشمالية
أصدرت الأوراق النقدية التذكارية التالية من إيرلندا الشمالية:

#### إصدار بنك أولستر
| # | تاريخ الإصدار  | مناسبة الإصدار               | الوصف | صورة الوجه | صورة العكس | القيمة   | المصادر |
| - | -------------- | ---------------------------- | --- | ---------- | ---------- | -------- | ------- |
| 1 | 25 نوفمبر 2006 | ذكرى لاعب كرة القدم جورج بست | ورقة نقدية تظهر في وجهها تضاريس مختلفة وصورة لبلفاست وصورة ممر العمالقة الذي يضم 40000 عمودا من أعمدة البازلت المتشابكة في مقاطعة أنترم وصورة صغيرة للاعب جورج بست مع اسمه، أما في ظهرها فتظهر ثلاث صور لجورج بست مع اسمه وتاريخ 1946-2005 وهي سنتي ولادته ووفاته. |            |            | 5 جنيهات | [ 177 ] |

#### إصدارات بنك الشمال
| # | تاريخ الإصدار | مناسبة الإصدار                                                               | الوصف | صورة الوجه | صورة العكس | القيمة   | المصادر |
| - | ------------- | ---------------------------------------------------------------------------- | --- | ---------- | ---------- | -------- | ------- |
| 1 | 1 سبتمبر 1999 | الذكرى 175 على تأسيس بنك الشمال أو بنك دانسكه (إيرلندا الشمالية) (1824-1999) | ورقة نقدية تظهر في وجهها صورة هاري فيرغسون وجرار زراعي وتوشيح بمناسبة الإصدار، أما في ظهرها فتظهر صورة جزء من مبنى مدينة بلفاست، وهي تشبه في التصميم الأوراق النقدية غير التذكارية الصادرة بين عامي 1997 و 1999. |            |            | 5 جنيهات | [ 179 ] |
| 2 | 8 أكتوبر 1999 | مناسبة الألفية                                                               | ورقة نقدية من نوع بوليمر ذات تصميم طولي تبدأ بتسلسل "MM" وتظهر في وجهها خطوط مقوسة وفي ظهرها مركبة فضائية ودوائر إلكترونية وتخطيط لخطوط الطول والعرض في الكرة الأرضية.                                           |            |            | 20 جنيها | [ 180 ] |
| 3 | 1 يناير 2000  | مناسبة الألفية                                                               | ورقة نقدية من نوع بوليمر ذات تصميم طولي تبدأ بتسلسل "Y2K" وتظهر في وجهها خطوط مقوسة وفي ظهرها مركبة فضائية ودوائر إلكترونية وتخطيط لخطوط الطول والعرض في الكرة الأرضية.                                          |            |            | 5 جنيهات | [ 180 ] |

#### إصدارات بنك إيرلندا
| # | تاريخ الإصدار | مناسبة الإصدار                                                | الوصف | صورة الوجه | صورة العكس | القيمة    | المصادر |
| - | ------------- | ------------------------------------------------------------- | --- | ---------- | ---------- | --------- | ------- |
| 1 | 1983          | الذكرى المائتان لتأسيس بنك إيرلندا (1783-1983)                | ورقة نقدية تظهر في وجهها صورة هيبرنيا، أما في ظهرها فتظهر صورة مبنى بنك أيرلندا وطائرة ولفات قماش ولفات خيوط وسفينة للركاب، والورقة النقدية تشبه في التصميم الاوراق النقدية غير التذكارية المتداولة مع إضافة توشيح بمناسبة الإصدار. |            |            | 20 جنيها  | [ 181 ] |
| 2 | 20 أبريل 2008 | الذكرى الأربعمائة لتأسيس معمل تقطير بوشملز القديم (1608-2008) | ورقة نقدية تظهر في وجهها صورة هيبرنيا، أما في ظهرها فتظهر صورة مبنى معمل تقطير بوشملز القديم. |            |            | 5 جنيهات  | [ 182 ] |
| 3 | 20 أبريل 2008 | الذكرى الأربعمائة لتأسيس معمل تقطير بوشملز القديم (1608-2008) | ورقة نقدية تظهر في وجهها صورة هيبرنيا، أما في ظهرها فتظهر صورة مبنى معمل تقطير بوشملز القديم. |            |            | 10 جنيهات | [ 183 ] |
| 4 | 20 أبريل 2008 | الذكرى الأربعمائة لتأسيس معمل تقطير بوشملز القديم (1608-2008) | ورقة نقدية تظهر في وجهها صورة هيبرنيا، أما في ظهرها فتظهر صورة مبنى معمل تقطير بوشملز القديم. |            |            | 20 جنيها  | [ 184 ] |

### جبل طارق
أصدرت الأوراق النقدية التذكارية التالية من جبل طارق:
| # | تاريخ الإصدار | مناسبة الإصدار                                | الوصف | صورة الوجه | صورة العكس | القيمة                 | المصادر |
| - | ------------- | --------------------------------------------- | --- | ---------- | ---------- | ---------------------- | ------- |
| 1 | 2000          | مناسبة الألفية                                | ورقة نقدية تظهر في وجهها صورة الملكة إليزابيث الثانية وشعار جبل طارق وحوت دولفين مع عبارة بمناسبة الإصدار، أما في ظهر الورقة النقدية فتظهر صورة صخرة جبل طارق ومكاك جبل طارق وتلفريك جبل طارق وحيتان مع عبارة بمناسبة الإصدار.          |            |            | 5 جنيهات               | [ 185 ] |
| 2 | 4 أغسطس 2004  | الذكرى الثلاثمائة للحكم البريطاني في جبل طارق | ورقة نقدية تظهر في وجهها صور الملكة إليزابيث الثانية وشعار جبل طارق وصخرة جبل طارق ومدفع وطائرين، أما في ظهر الورقة النقدية فتظهر صورة ميدان جون ماكينتوش ومكاك جبل طارق وطائرين ومفاتيح مع تاريخ (1704-2004) مع عبارة بمناسبة الإصدار. |            |            | 20 جنيها               | [ 186 ] |
| 3 | 2018          | السنة الدولية للسياحة (2018)                  | ورقة نقدية تشبه ورقة صادرة بين عامي 1934 إلى 1958 بقيمة 10 شلنات تظهر في وجهها صورة صخرة جبل طارق، أما في ظهرها فتظهر صورة شعار جبل طارق وعبارة بمناسبة الإصدار وعبارة بأن الورقة النقدية قابلة للتبديل مقابل 50 بنس خلال سنة 2018.     |            |            | 50 بنس وتساوي نصف جنيه | [ 188 ] |

### جزيرة الرجل
أصدرت الورقة النقدية التذكارية التالية من جزيرة الرجل:
| # | تاريخ الإصدار | مناسبة الإصدار                                   | الوصف | صورة الوجه | صورة العكس | القيمة   | المصادر |
| - | ------------- | ------------------------------------------------ | --- | ---------- | ---------- | -------- | ------- |
| 1 | 1979          | الذكرى الألف لجزيرة الرجل (جزيرة مان) (979-1979) | ورقة نقدية تظهر في وجهها صورة الملكة إليزابيث الثانية وشعار جزيرة الرجل وخريطة الجزيرة وعبارة بمناسبة الإصدار وكانت تحمل الرقم التسلسلي من 000001 إلى 005000، أما في ظهرها فتظهر صورة مجموعة من الناس مجتمعين حول عجلة لاكسي، وقد أصدرت أيضا أوراق نقدية غير تذكارية مشابهة بدون عبارة مناسبة الإصدار وبتسلسلات من 005001 إلى 150000، وكذلك أصدرت إصدارات لاحقة غير تذكارية بتعديلات في التصميم. |            |            | 20 جنيها | [ 194 ] |

### جيرزي
أصدرت الأوراق النقدية التذكارية التالية من جيرزي:
| # | تاريخ الإصدار | مناسبة الإصدار                                                     | الوصف | صورة الوجه | صورة العكس | القيمة    | المصادر |
| - | ------------- | ------------------------------------------------------------------ | --- | ---------- | ---------- | --------- | ------- |
| 1 | 9 مايو 1995   | الذكرى الخمسون لتحرير جيرزي                                        | ورقة نقدية تظهر في وجهها صورة الملكة إليزابيث الثانية وتوشيح بمناسبة الإصدار، أما في ظهر الورقة النقدية فتظهر صورة وجهي ورقة نقدية قيمتها جنيه واحد أصدرت خلال فترة الاحتلال الألماني لجزيرة جيرزي (1941-1942). |            |            | جنيه واحد | [ 196 ] |
| 2 | 2004          | الذكرى الثمانمائة لجيرزي (1204-2004)                               | ورقة نقدية تظهر في وجهها صورة الملكة إليزابيث الثانية وتوشيح بمناسبة الإصدار، أما في ظهر الورقة النقدية فتظهر صورة قلعة جبل أورغيل.                                                                             |            |            | جنيه واحد | [ 197 ] |
| 3 | 2012          | اليوبيل الماسي لجلوس الملكة إليزابيث الثانية على العرش (1952-2012) | ورقة نقدية تظهر في وجهها صورة الملكة إليزابيث الثانية وتوشيح بمناسبة الإصدار، أما ظهر الورقة النقدية فتصميمه طولي وفتظهر فيه صورة علم جيرزي وصورة صولجان جيرزي الملكي.                                          |            |            | 100 جنيه  | [ 198 ] |

### غيرنزي
أصدرت الأوراق النقدية التذكارية التالية من غيرنزي:
| # | تاريخ الإصدار | مناسبة الإصدار                                            | الوصف | صورة الوجه | صورة العكس | القيمة    | المصادر |
| - | ------------- | --------------------------------------------------------- | --- | ---------- | ---------- | --------- | ------- |
| 1 | 2000          | ذكرى الألفية                                              | ورقة نقدية تظهر في وجهها صورة الملكة إليزابيث الثانية وشعار غيرنزي وصورة كنيسة البلدة في غيرنزي وتوشيح بمناسبة الإصدار، أما في ظهر الورقة النقدية فتظهر صورة حصن غراي وصورة منارة ليز آنوا، وتصميم الورقة النقدية يشبه الإصدار المعتاد غير التذكارية منذ سنة 1996 حتى 2023 لكن بدون توشيح مناسبة الإصدار.                                                                                  |            |            | 5 جنيهات  | [ 200 ] |
| 2 | 2012          | اليوبيل الماسي لتتويج الملكة إليزابيث الثانية (1952-2012) | ورقة نقدية تظهر في وجهها صورة الملكة إليزابيث الثانية وشعار اليوبيل الماسي لتتويجها وصورة قاعة القديس جيمس، أما في ظهر الورقة النقدية فتظهر صورة كنيسة سانت سامسون (غيرنزي) وصورة قلعة فال وقوارب شراعية وسفينة عبّارة وورود، وتصميم الورقة النقدية يشبه الإصدار المعتاد غير التذكارية منذ سنة 1996 حتى 2023 لكن بوجود شعار غيرنزي وليس توشيح مناسبة الإصدار وكذلك اختلاف في درجات الألوان. |            |            | 20 جنيها  | [ 202 ] |
| 3 | 2013          | الذكرى المائتان لأول مشروع تجاري لتوماس دي لا رو          | ورقة نقدية تظهر في وجهها صورة لساحة السوق في غيرنزي وشعار غيرنزي، أما في ظهرها فتظهر صورة توماس دي لا رو وشارع النافورة (شارع فونتين) في سان بيتر بورت في غيرنزي، وصورة لصحيفة "Le Miroir Politique". |            |            | جنيه واحد | [ 203 ] |
| 4 | 2018          | الذكرى المائة لانتهاء الحرب العالمية الأولى (1918-2018)   | ورقة نقدية تظهر في وجهها صورة الملكة إليزابيث الثانية وصورة وشعار غيرنزي وقاعة القديس جيمس، أما في ظهر الورقة النقدية فتظهر صورة كنيسة سانت سامسون (غيرنزي) وصورة قلعة فال وقوارب شراعية وسفينة عبّارة وورود، وتصميم الورقة النقدية يشبه الإصدار المعتاد غير التذكارية منذ سنة 1996 حتى 2023 لكن بوجود شعار غيرنزي وليس توشيح مناسبة الإصدار وكذلك اختلاف في درجات الألوان.                 |            |            | 20 جنيها  | [ 204 ] |

## مولدوفا
أصدرت الورقتان النقديتان التذكاريتان التاليتان من دولة مولدوفا:
| # | تاريخ الإصدار | مناسبة الإصدار                                         | الوصف | صورة الوجه | صورة العكس | القيمة   | المصادر |
| - | ------------- | ------------------------------------------------------ | --- | ---------- | ---------- | -------- | ------- |
| 1 | 2006          | الذكرى الخامسة عشر لإصدار عملة الليو المولدوفي         | ورقة نقدية أعلن مصرف مولدوفا الوطني بأن إصدارها خاص وغير رسمي وغير صالحة للتداول، ظهر في وجهها صورة شتيفان الكبير أما في ظهرها فتظهر صورة دير كابريانا، وتصميم الورقة يشبه تصميم الورقة النقدية من ذات الفئة والصادرة منذ عام 1994 حتى عام 2015 لكن مع إضافة علامة ذهبية في يمين وجه الورقة. |            |            | ليو واحد | [ 207 ] |
| 2 | 2013          | الذكرى العشرون لإصدار عملة الليو المولدوفي (1993-2013) | ورقة نقدية تظهر في وجهها صورة شتيفان الكبير أما في ظهرها فتظهر صورة قاعة مدينة كيشيناو، وتصميم الورقة يشبه تصميم الورقة النقدية من ذات الفئة والصادرة منذ عام 1992 حتى عام 2015 مع اختلاف في درجات الألوان ومع إضافة عبارة وجه الورقة بمناسبة الإصدار.                                       |            |            | 200 ليو  | [ 210 ] |

## موناكو
لم تصدر أي ورقة نقدية تذكارية من موناكو، كانت عملة الفرنك الفرنسي العملة الرسمية للتداول في موناكو حتى اعتماد عمة اليورو.

## النرويج
لم تصدر أية أوراق نقدية تذكارية من النرويج.

## النمسا
لم تصدر أي ورقة نقدية تذكارية من النمسا من عملة الشلن. العملة المتداولة حاليا هي اليورو.

## هنغاريا (المجر)
أصدرت الأوراق النقدية التذكارية التالية من دولة هنغاريا (المجر):
| # | تاريخ الإصدار  | مناسبة الإصدار                                                     | الوصف | صورة الوجه | صورة العكس | القيمة     | المصادر |
| - | -------------- | ------------------------------------------------------------------ | --- | ---------- | ---------- | ---------- | ------- |
| 1 | 2000           | بمناسبة ذكرى الألفية (سنة 2000)                                    | ورقة نقدية تظهر في وجهها صورة الملك ماتياس كورفينوس (او ماتياس الأول) وفي ظهرها صورة نافورة هرقل في القصر الملكي في فيشغراد، وتصميم الورقة يشبه الأوراق النقدية غير التذكارية المتداولة من ذات الفئة النقدية والتي صدرت منذ عام 1997 حتى عام 2024 مع اختلاف في درجات اللون أو علامات أمان الأوراق النقدية لكن مع إضافة كلمة "Millennium" والتي تعني "الألفية" في أسفل يسار وجه الورقة النقدية. |            |            | 1000 فورنت | [ 211 ] |
| 2 | 2000           | بمناسبة ذكرى الألف لتأسيس المجر                                    | ورقة نقدية تظهر في وجهها صورة تاج المجر المقدس (المعروف أيضًا بتاج القديس ستيفين)، أما في ظهر الورقة النقدية فتظهر صورة القديس ستيفين وهو يمارس عمله أسقفا ويعمد رجلا. |            |            | 2000 فورنت | [ 212 ] |
| 3 | 23 أكتوبر 2006 | الذكرى الخمسون للتمرد المجري ضد الاحتلال السوفيتي (23 أكتوبر 1956) | ورقة نقدية تظهر صورة فرانسيس الثاني راكوتسي في وجهها، في تظهر صورة مبنى البرلمان في بودابست مع علم المجر وقد أزيل منه شعار الشيوعية، وتصميم وجه الورقة النقدية فقط يشبه الأوراق النقدية غير التذكارية المتداولة من ذات الفئة النقدية والتي صدرت منذ عام 1997 حتى عام 2024 مع اختلاف في درجات اللون أو علامات أمان الأوراق النقدية.                                                             |            |            | 500 فورنت  | [ 213 ] |

## هولندا
لم تصدر أي ورقة نقدية تذكارية من هولندا من عملة الخولده. العملة المتداولة حاليا هي اليورو.

## يوغسلافيا
لم تصدر أي ورقة نقدية تذكارية من يوغسلافيا.

## اليونان
لم تصدر أي ورقة نقدية تذكارية من اليونان من عملة الدراخما. العملة المتداولة حاليا هي اليورو.

## اليورو
لا توجد أية أوراق نقدية تذكارية من عملة اليورو.